# Brote de mpox en Perú de 2022-2023
El  brote de mpox en Perú de 2022-2023, originado por el virus de la viruela símica, cuya propagación se ha extendido a 21 territorios del país, inició el 26 de junio de 2022. La sala situacional disponible en línea emitió la última actualización de datos el 1 de abril de 2024, habiéndose registrado 3874 casos confirmados a nivel nacional. Hasta el 30 de noviembre de 2023, 20 personas fallecieron a consecuencia de la enfermedad.

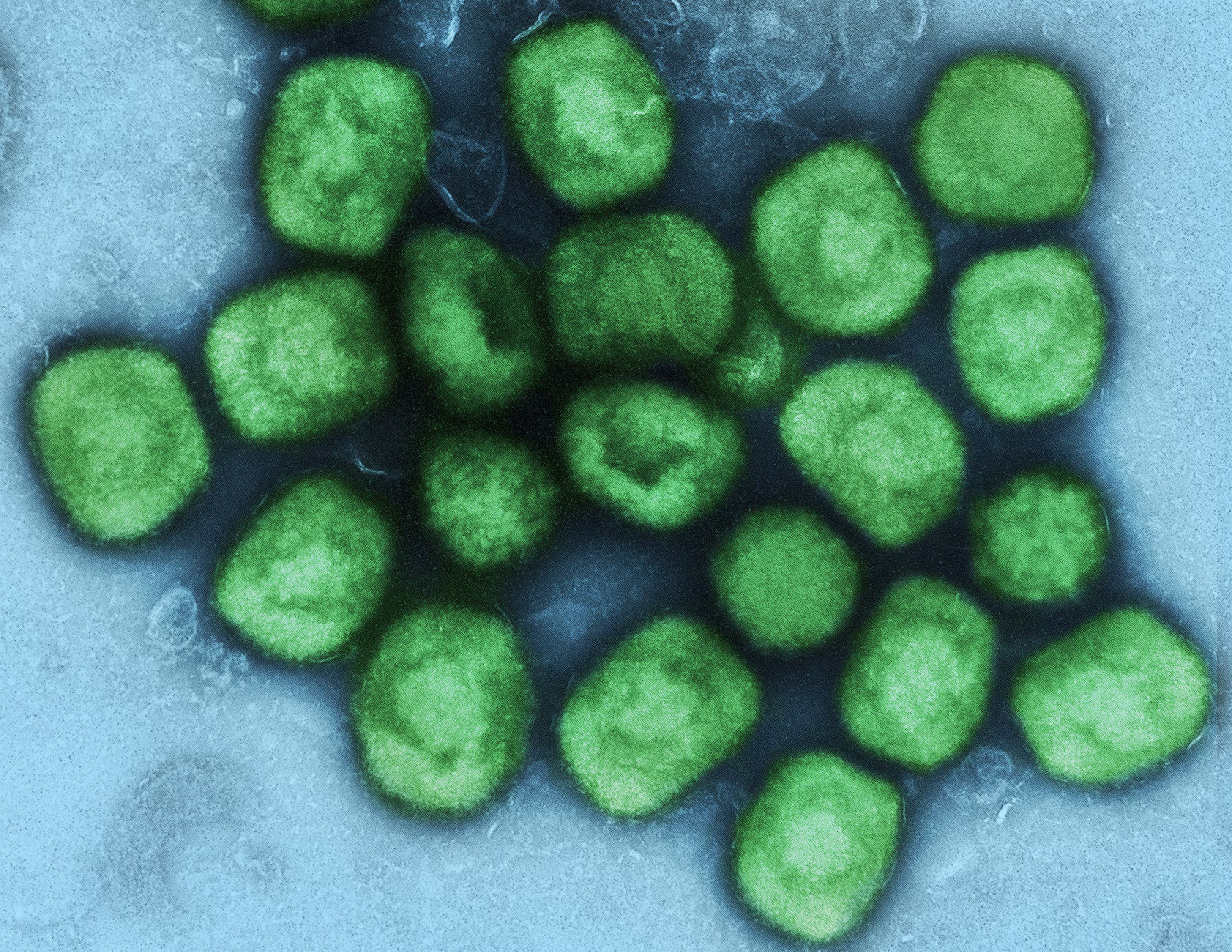
Imagen del virus de la viruela símica captada a través de un microscopio electrónico de transmisión del Instituto Nacional de Alergias y Enfermedades Infecciosas.

## Cronología

### 2022: Brote inicial
Casos sospechosos
El primer caso sospechoso de contagio en el país fue reportado el 30 de mayo de 2022, cuando las autoridades sanitarias del departamento de Piura anunciaron la identificación de un paciente de 70 años que presentaba la sintomatología característica de la viruela símica.
Primeros casos
El primer caso confirmado se registró el 26 de junio de acuerdo con el comunicado vespertino emitido diariamente por el MINSA.

## Estadísticas

### Según entidad subnacional
| Departamento o provincia                                | Primera detección        | Según MINSA | Según otras fuentes (DIRESAs/GERESAs/Prensa) | Según otras fuentes (DIRESAs/GERESAs/Prensa) | Según otras fuentes (DIRESAs/GERESAs/Prensa) | Según otras fuentes (DIRESAs/GERESAs/Prensa) | Según otras fuentes (DIRESAs/GERESAs/Prensa) |
| Departamento o provincia                                | Primera detección        | Confirmados | Confirmados                                  | Recuperados                                  | Sospechosos                                  | Descartados                                  | Referencia(s)                                |
| Perú                                                    | 26 de junio de 2022      | 3829        | 2884                                         | 809                                          | 41                                           | 551                                          | —                                            |
| ------------------------------------------------------- | ------------------------ | ----------- | -------------------------------------------- | -------------------------------------------- | -------------------------------------------- | -------------------------------------------- | -------------------------------------------- |
| Amazonas                                                | —                        | —           | —                                            | —                                            | —                                            | —                                            | —                                            |
| Áncash                                                  | 8 de agosto de 2022      | 14          | 6                                            | —                                            | —                                            | —                                            | [ 6 ]                                        |
| Apurímac                                                | —                        | —           | —                                            | —                                            | —                                            | —                                            | —                                            |
| Arequipa                                                | 5 de agosto de 2022      | 149         | 100                                          | —                                            | 20                                           | 56                                           | [ 7 ]                                        |
| Ayacucho                                                | 7 de noviembre de 2022   | 10          | 1                                            | —                                            | —                                            | 24                                           | [ 8 ]                                        |
| Cajamarca                                               | 8 de agosto de 2022      | 3           | 2                                            | —                                            | —                                            | —                                            | [ 9 ]                                        |
| Callao                                                  |                          | 261         | 248                                          | —                                            | 1                                            | 119                                          | [ 10 ]                                       |
| Cuzco                                                   | 16 de julio de 2022      | 18          | 16                                           | —                                            | —                                            | 74                                           | [ 11 ]                                       |
| Huancavelica                                            | —                        | —           | —                                            | —                                            | —                                            | —                                            | —                                            |
| Huánuco                                                 | 10 de agosto de 2022     | 5           | 5                                            | 6                                            | —                                            | 40                                           | [ 12 ]                                       |
| Ica                                                     |                          | 39          | 30                                           | —                                            | —                                            | —                                            | [ 13 ]                                       |
| Junín                                                   |                          | 11          | 10                                           | —                                            | —                                            | —                                            | [ 14 ]                                       |
| La Libertad                                             | 15 de julio de 2022      | 165         | 165                                          | 163                                          | 3                                            | —                                            | [ 15 ]                                       |
| Lambayeque                                              | 10 de agosto de 2022     | 44          | 21                                           | —                                            | 3                                            | 76                                           | [ 16 ]                                       |
| Lima [según jurisdicción]                               | 26 de junio de 2022      | 2905        | 2172                                         | 621                                          | —                                            | —                                            | —                                            |
| DIRIS Lima Centro                                       |                          | 1071        | 1424                                         | 94                                           | —                                            | —                                            | [ 17 ]                                       |
| DIRIS Lima Norte                                        |                          | 892         | —                                            | —                                            | —                                            | —                                            | —                                            |
| DIRIS Lima Sur                                          |                          | 560         | 529                                          | 527                                          | —                                            | —                                            | [ 18 ]                                       |
| DIRIS Lima Este                                         |                          | 297         | 219                                          | —                                            | —                                            | —                                            | —                                            |
| Lima                                                    |                          | 52          | 1                                            | —                                            | 2                                            | —                                            | [ 19 ]                                       |
| Loreto                                                  |                          | 13          | 6                                            | —                                            | —                                            | 6                                            | [ 20 ]                                       |
| Madre de Dios                                           | 5 de septiembre de 2022  | 7           | 1                                            | —                                            | —                                            | —                                            | [ 21 ]                                       |
| Moquegua                                                |                          | 6           | 1                                            | —                                            | —                                            | 6                                            | [ 22 ]                                       |
| Pasco                                                   | —                        | —           | —                                            | —                                            | —                                            | —                                            | —                                            |
| Piura                                                   | 15 de julio de 2022      | 52          | 39                                           | —                                            | 3                                            | 5                                            | [ 5 ] [ 23 ]                                 |
| Puno                                                    | 13 de septiembre de 2022 | 1           | 1                                            | —                                            | —                                            | —                                            | [ 24 ]                                       |
| San Martín                                              | 18 de agosto de 2022     | 25          | 24                                           | —                                            | 3                                            | 65                                           | [ 25 ]                                       |
| Tacna                                                   | 15 de julio de 2022      | 23          | 24                                           | —                                            | —                                            | 92                                           | [ 26 ]                                       |
| Tumbes                                                  | 17 de noviembre de 2022  | 1           | 1                                            | —                                            | —                                            | 35                                           | [ 27 ]                                       |
| Ucayali                                                 |                          | 25          | 24                                           | 23                                           | —                                            | —                                            | [ 28 ]                                       |
| Última actualización emitida: 24 de septiembre de 2023. |                          |             |                                              |                                              |                                              |                                              |                                              |
| Notas:1. 2. 3. 4. 5. 6.                                 |                          |             |                                              |                                              |                                              |                                              |                                              |

### Reporte diario
| Casos acumulados de mpox por día                  | Casos acumulados de mpox por día                 | Casos acumulados de mpox por día                 | Casos acumulados de mpox por día                 | Casos acumulados de mpox por día                 |
| MINSA                                             | MINSA                                            | MINSA                                            | MINSA                                            | MINSA                                            |
| Día                                               | Confirmados                                      | Recuperados                                      | Muertos                                          | Ref(s).                                          |
| 2022                                              | 2022                                             | 2022                                             | 2022                                             | 2022                                             |
| ------------------------------------------------- | ------------------------------------------------ | ------------------------------------------------ | ------------------------------------------------ | ------------------------------------------------ |
| 26 jun. 2022                                      | 1                                                | —                                                | —                                                | [ 2 ]                                            |
| 27 jun. 2022                                      | No se emitió el reporte diario.                  | No se emitió el reporte diario.                  | No se emitió el reporte diario.                  | No se emitió el reporte diario.                  |
| 28 jun. 2022                                      | 3                                                | —                                                | —                                                |                                                  |
| 29 jun. 2022                                      | No se emitió el reporte diario.                  | No se emitió el reporte diario.                  | No se emitió el reporte diario.                  | No se emitió el reporte diario.                  |
| 30 jun. 2022                                      | No se emitió el reporte diario.                  | No se emitió el reporte diario.                  | No se emitió el reporte diario.                  | No se emitió el reporte diario.                  |
| 1 jul. 2022                                       | No se emitió el reporte diario.                  | No se emitió el reporte diario.                  | No se emitió el reporte diario.                  | No se emitió el reporte diario.                  |
| 2 jul. 2022                                       | No se emitió el reporte diario.                  | No se emitió el reporte diario.                  | No se emitió el reporte diario.                  | No se emitió el reporte diario.                  |
| 3 jul. 2022                                       | No se emitió el reporte diario.                  | No se emitió el reporte diario.                  | No se emitió el reporte diario.                  | No se emitió el reporte diario.                  |
| 4 jul. 2022                                       | 15                                               | —                                                | —                                                | [ 29 ]                                           |
| 5 jul. 2022                                       | No se emitió el reporte diario.                  | No se emitió el reporte diario.                  | No se emitió el reporte diario.                  | No se emitió el reporte diario.                  |
| 6 jul. 2022                                       | No se emitió el reporte diario.                  | No se emitió el reporte diario.                  | No se emitió el reporte diario.                  | No se emitió el reporte diario.                  |
| 7 jul. 2022                                       | 18                                               | —                                                | —                                                | [ 30 ]                                           |
| 8 jul. 2022                                       | 21                                               | —                                                | —                                                | [ 31 ]                                           |
| 9 jul. 2022                                       | No se emitió el reporte diario.                  | No se emitió el reporte diario.                  | No se emitió el reporte diario.                  | No se emitió el reporte diario.                  |
| 10 jul. 2022                                      | 29                                               | —                                                | —                                                | [ 32 ]                                           |
| 11 jul. 2022                                      | No se emitió el reporte diario.                  | No se emitió el reporte diario.                  | No se emitió el reporte diario.                  | No se emitió el reporte diario.                  |
| 12 jul. 2022                                      | 36                                               | —                                                | —                                                | [ 33 ]                                           |
| 13 jul. 2022                                      | 46                                               | —                                                | —                                                | [ 34 ]                                           |
| 14 jul. 2022                                      | 55                                               | —                                                | —                                                | [ 35 ]                                           |
| 15 jul. 2022                                      | 64                                               | 4                                                | —                                                | [ 36 ]                                           |
| 16 jul. 2022                                      | 78                                               | 4                                                | —                                                | [ 37 ]                                           |
| 17 jul. 2022                                      | 92                                               | 5                                                | —                                                | [ 38 ]                                           |
| 18 jul. 2022                                      | 95                                               | 5                                                | —                                                | [ 39 ]                                           |
| 19 jul. 2022                                      | 112                                              | 12                                               | —                                                | [ 40 ]                                           |
| 20 jul. 2022                                      | 126                                              | 16                                               | —                                                | [ 41 ]                                           |
| 21 jul. 2022                                      | 143                                              | 20                                               | —                                                | [ 42 ]                                           |
| 22 jul. 2022                                      | 157                                              | 24                                               | —                                                | [ 43 ]                                           |
| 23 jul. 2022                                      | 183                                              | 25                                               | —                                                | [ 44 ]                                           |
| 24 jul. 2022                                      | 203                                              | 27                                               | —                                                | [ 45 ]                                           |
| 25 jul. 2022                                      | 208                                              | 27                                               | —                                                | [ 46 ]                                           |
| 26 jul. 2022                                      | 224                                              | 35                                               | —                                                | [ 47 ]                                           |
| 27 jul. 2022                                      | 251                                              | 43                                               | —                                                | [ 48 ]                                           |
| 28 jul. 2022                                      | 269                                              | 54                                               | —                                                | [ 49 ]                                           |
| 29 jul. 2022                                      | 275                                              | 68                                               | —                                                | [ 50 ]                                           |
| 30 jul. 2022                                      | 282                                              | 77                                               | —                                                | [ 51 ]                                           |
| 31 jul. 2022                                      | 305                                              | 91                                               | —                                                | [ 52 ]                                           |
| 1 ago. 2022                                       | 313                                              | 99                                               | —                                                | [ 53 ]                                           |
| 2 ago. 2022                                       | 324                                              | 108                                              | —                                                | [ 54 ]                                           |
| 3 ago. 2022                                       | 340                                              | 120                                              | —                                                | [ 55 ]                                           |
| 4 ago. 2022                                       | 396                                              | 139                                              | —                                                | [ 56 ]                                           |
| 5 ago. 2022                                       | 409                                              | 159                                              | —                                                | [ 57 ]                                           |
| 6 ago. 2022                                       | No se emitió el reporte diario.                  | No se emitió el reporte diario.                  | No se emitió el reporte diario.                  | No se emitió el reporte diario.                  |
| 7 ago. 2022                                       | 505                                              | 185                                              | —                                                | [ 58 ]                                           |
| 8 ago. 2022                                       | 547                                              | 202                                              | —                                                | [ 59 ]                                           |
| 9 ago. 2022                                       | 583                                              | 221                                              | —                                                | [ 60 ]                                           |
| 10 ago. 2022                                      | 632                                              | 239                                              | —                                                | [ 61 ]                                           |
| 11 ago. 2022                                      | 653                                              | 260                                              | —                                                | [ 62 ]                                           |
| 12 ago. 2022                                      | 676                                              | 260                                              | —                                                | [ 63 ]                                           |
| 13 ago. 2022                                      | 712                                              | 278                                              | —                                                | [ 64 ]                                           |
| 14 ago. 2022                                      | 775                                              | 308                                              | —                                                | [ 65 ]                                           |
| 15 ago. 2022                                      | 834                                              | 321                                              | —                                                | [ 66 ]                                           |
| 16 ago. 2022                                      | 867                                              | 352                                              | —                                                | [ 67 ]                                           |
| 17 ago. 2022                                      | 891                                              | 374                                              | —                                                | [ 68 ]                                           |
| 18 ago. 2022                                      | 937                                              | 410                                              | —                                                | [ 69 ]                                           |
| 19 ago. 2022                                      | 1022                                             | 448                                              | —                                                | [ 70 ]                                           |
| 20 ago. 2022                                      | 1068                                             | 477                                              | —                                                | [ 71 ]                                           |
| 21 ago. 2022                                      | 1128                                             | 519                                              | —                                                | [ 72 ]                                           |
| 22 ago. 2022                                      | 1188                                             | 546                                              | —                                                | [ 73 ]                                           |
| 23 ago. 2022                                      | 1207                                             | 599                                              | —                                                | [ 74 ]                                           |
| 24 ago. 2022                                      | 1257                                             | 630                                              | —                                                | [ 75 ]                                           |
| 25 ago. 2022                                      | 1300                                             | 674                                              | —                                                | [ 76 ]                                           |
| 26 ago. 2022                                      | 1342                                             | 712                                              | —                                                | [ 77 ]                                           |
| 27 ago. 2022                                      | 1382                                             | 742                                              | —                                                | [ 78 ]                                           |
| 28 ago. 2022                                      | 1434                                             | 784                                              | —                                                | [ 79 ]                                           |
| 29 ago. 2022                                      | 1463                                             | 812                                              | —                                                | [ 80 ]                                           |
| 30 ago. 2022                                      | 1496                                             | 864                                              | —                                                | [ 81 ]                                           |
| 31 ago. 2022                                      | 1531                                             | 898                                              | —                                                | [ 82 ]                                           |
| 1 sep. 2022                                       | 1546                                             | 931                                              | —                                                | [ 83 ]                                           |
| 2 sep. 2022                                       | 1590                                             | 986                                              | —                                                | [ 84 ]                                           |
| 3 sep. 2022                                       | 1619                                             | 1034                                             | —                                                | [ 85 ]                                           |
| 4 sep. 2022                                       | 1661                                             | 1079                                             | —                                                | [ 86 ]                                           |
| 5 sep. 2022                                       | 1724                                             | 1126                                             | —                                                | [ 87 ]                                           |
| 6 sep. 2022                                       | 1726                                             | 1190                                             | —                                                | [ 88 ]                                           |
| 7 sep. 2022                                       | 1760                                             | 1228                                             | —                                                | [ 89 ]                                           |
| 8 sep. 2022                                       | 1808                                             | 1276                                             | —                                                | [ 90 ]                                           |
| 9 sep. 2022                                       | 1844                                             | 1329                                             | —                                                | [ 91 ]                                           |
| 10 sep. 2022                                      | 1896                                             | 1374                                             | —                                                | [ 92 ]                                           |
| 11 sep. 2022                                      | 1937                                             | 1424                                             | —                                                | [ 93 ]                                           |
| 12 sep. 2022                                      | 1964                                             | 1459                                             | —                                                | [ 94 ]                                           |
| 13 sep. 2022                                      | 1989                                             | 1504                                             | —                                                | [ 95 ]                                           |
| 14 sep. 2022                                      | 2015                                             | 1526                                             | —                                                | [ 96 ]                                           |
| 15 sep. 2022                                      | 2054                                             | 1558                                             | —                                                | [ 97 ]                                           |
| 16 sep. 2022                                      | 2091                                             | 1558                                             | —                                                | [ 98 ]                                           |
| 17 sep. 2022                                      | No se emitió el reporte diario.                  | No se emitió el reporte diario.                  | No se emitió el reporte diario.                  | No se emitió el reporte diario.                  |
| 18 sep. 2022                                      | No se emitió el reporte diario.                  | No se emitió el reporte diario.                  | No se emitió el reporte diario.                  | No se emitió el reporte diario.                  |
| 19 sep. 2022                                      | No se emitió el reporte diario.                  | No se emitió el reporte diario.                  | No se emitió el reporte diario.                  | No se emitió el reporte diario.                  |
| 20 sep. 2022                                      | No se emitió el reporte diario.                  | No se emitió el reporte diario.                  | No se emitió el reporte diario.                  | No se emitió el reporte diario.                  |
| 21 sep. 2022                                      | 2251                                             | 1744                                             | —                                                | [ 99 ]                                           |
| 22 sep. 2022                                      | 2311                                             | 1768                                             | —                                                | [ 100 ]                                          |
| 23 sep. 2022                                      | 2337                                             | 1816                                             | —                                                | [ 101 ]                                          |
| 24 sep. 2022                                      | 2383                                             | 1850                                             | —                                                | [ 102 ]                                          |
| 25 sep. 2022                                      | 2423                                             | 1897                                             | —                                                | [ 103 ]                                          |
| 26 sep. 2022                                      | 2436                                             | 1939                                             | —                                                | [ 104 ]                                          |
| 27 sep. 2022                                      | 2449                                             | 1975                                             | —                                                | [ 105 ]                                          |
| 28 sep. 2022                                      | 2480                                             | 2015                                             | —                                                | [ 106 ]                                          |
| 29 sep. 2022                                      | 2521                                             | 2047                                             | —                                                | [ 107 ]                                          |
| 30 sep. 2022                                      | 2554                                             | 2080                                             | —                                                | [ 108 ]                                          |
| 1 oct. 2022                                       | 2587                                             | 2123                                             | —                                                | [ 109 ]                                          |
| 2 oct. 2022                                       | 2587                                             | 2163                                             | —                                                | [ 110 ]                                          |
| 3 oct. 2022                                       | 2588                                             | 2193                                             | —                                                | [ 111 ]                                          |
| 4 oct. 2022                                       | No se emitió el reporte diario.                  | No se emitió el reporte diario.                  | No se emitió el reporte diario.                  | No se emitió el reporte diario.                  |
| 5 oct. 2022                                       | 2660                                             | 2257                                             | —                                                | [ 112 ]                                          |
| 6 oct. 2022                                       | No se emitió el reporte diario.                  | No se emitió el reporte diario.                  | No se emitió el reporte diario.                  | No se emitió el reporte diario.                  |
| 7 oct. 2022                                       | No se emitió el reporte diario.                  | No se emitió el reporte diario.                  | No se emitió el reporte diario.                  | No se emitió el reporte diario.                  |
| 8 oct. 2022                                       | 2687                                             | 2291                                             | —                                                | [ 113 ]                                          |
| 9 oct. 2022                                       | 2768                                             | 2350                                             | —                                                | [ 114 ]                                          |
| 10 oct. 2022                                      | No se emitió el reporte diario.                  | No se emitió el reporte diario.                  | No se emitió el reporte diario.                  | No se emitió el reporte diario.                  |
| 11 oct. 2022                                      | 2785                                             | 2441                                             | —                                                | [ 115 ]                                          |
| 12 oct. 2022                                      | No se emitió el reporte diario.                  | No se emitió el reporte diario.                  | No se emitió el reporte diario.                  | No se emitió el reporte diario.                  |
| 13 oct. 2022                                      | 2820                                             | 2500                                             | —                                                | [ 116 ]                                          |
| 14 oct. 2022                                      | No se emitió el reporte diario.                  | No se emitió el reporte diario.                  | No se emitió el reporte diario.                  | No se emitió el reporte diario.                  |
| 15 oct. 2022                                      | No se emitió el reporte diario.                  | No se emitió el reporte diario.                  | No se emitió el reporte diario.                  | No se emitió el reporte diario.                  |
| 16 oct. 2022                                      | 2913                                             | 2572                                             | —                                                | [ 117 ]                                          |
| 17 oct. 2022                                      | No se emitió el reporte diario.                  | No se emitió el reporte diario.                  | No se emitió el reporte diario.                  | No se emitió el reporte diario.                  |
| 18 oct. 2022                                      | 2942                                             | 2624                                             | —                                                | [ 118 ]                                          |
| 19 oct. 2022                                      | No se emitió el reporte diario.                  | No se emitió el reporte diario.                  | No se emitió el reporte diario.                  | No se emitió el reporte diario.                  |
| 20 oct. 2022                                      | 2981                                             | 2684                                             | —                                                | [ 119 ]                                          |
| 21 oct. 2022                                      | No se emitió el reporte diario.                  | No se emitió el reporte diario.                  | No se emitió el reporte diario.                  | No se emitió el reporte diario.                  |
| 22 oct. 2022                                      | No se emitió el reporte diario.                  | No se emitió el reporte diario.                  | No se emitió el reporte diario.                  | No se emitió el reporte diario.                  |
| 23 oct. 2022                                      | 3048                                             | 2743                                             | —                                                | [ 120 ]                                          |
| 24 oct. 2022                                      | No se emitió el reporte diario.                  | No se emitió el reporte diario.                  | No se emitió el reporte diario.                  | No se emitió el reporte diario.                  |
| 25 oct. 2022                                      | No se emitió el reporte diario.                  | No se emitió el reporte diario.                  | No se emitió el reporte diario.                  | No se emitió el reporte diario.                  |
| 26 oct. 2022                                      | No se emitió el reporte diario.                  | No se emitió el reporte diario.                  | No se emitió el reporte diario.                  | No se emitió el reporte diario.                  |
| 27 oct. 2022                                      | No se emitió el reporte diario.                  | No se emitió el reporte diario.                  | No se emitió el reporte diario.                  | No se emitió el reporte diario.                  |
| 28 oct. 2022                                      | 3110                                             | 2826                                             | —                                                | [ 121 ]                                          |
| 29 oct. 2022                                      | No se emitió el reporte diario.                  | No se emitió el reporte diario.                  | No se emitió el reporte diario.                  | No se emitió el reporte diario.                  |
| 30 oct. 2022                                      | No se emitió el reporte diario.                  | No se emitió el reporte diario.                  | No se emitió el reporte diario.                  | No se emitió el reporte diario.                  |
| 31 oct. 2022                                      | No se emitió el reporte diario.                  | No se emitió el reporte diario.                  | No se emitió el reporte diario.                  | No se emitió el reporte diario.                  |
| 1 nov. 2022                                       | 3204                                             | 2960                                             | —                                                | [ 122 ]                                          |
| 2 nov. 2022                                       | No se emitió el reporte diario.                  | No se emitió el reporte diario.                  | No se emitió el reporte diario.                  | No se emitió el reporte diario.                  |
| 3 nov. 2022                                       | No se emitió el reporte diario.                  | No se emitió el reporte diario.                  | No se emitió el reporte diario.                  | No se emitió el reporte diario.                  |
| 4 nov. 2022                                       | No se emitió el reporte diario.                  | No se emitió el reporte diario.                  | No se emitió el reporte diario.                  | No se emitió el reporte diario.                  |
| 5 nov. 2022                                       | No se emitió el reporte diario.                  | No se emitió el reporte diario.                  | No se emitió el reporte diario.                  | No se emitió el reporte diario.                  |
| 6 nov. 2022                                       | 3269                                             | 3042                                             | —                                                | [ 123 ]                                          |
| 7 nov. 2022                                       | No se emitió el reporte diario.                  | No se emitió el reporte diario.                  | No se emitió el reporte diario.                  | No se emitió el reporte diario.                  |
| 8 nov. 2022                                       | 3299                                             | 3086                                             | —                                                | [ 124 ]                                          |
| 9 nov. 2022                                       | No se emitió el reporte diario.                  | No se emitió el reporte diario.                  | No se emitió el reporte diario.                  | No se emitió el reporte diario.                  |
| 10 nov. 2022                                      | 3325                                             | 3115                                             | —                                                | [ 125 ]                                          |
| 11 nov. 2022                                      | No se emitió el reporte diario.                  | No se emitió el reporte diario.                  | No se emitió el reporte diario.                  | No se emitió el reporte diario.                  |
| 12 nov. 2022                                      | No se emitió el reporte diario.                  | No se emitió el reporte diario.                  | No se emitió el reporte diario.                  | No se emitió el reporte diario.                  |
| 13 nov. 2022                                      | 3359                                             | 3151                                             | —                                                | [ 126 ]                                          |
| 14 nov. 2022                                      | No se emitió el reporte diario.                  | No se emitió el reporte diario.                  | No se emitió el reporte diario.                  | No se emitió el reporte diario.                  |
| 15 nov. 2022                                      | 3367                                             | 3169                                             | —                                                | [ 127 ]                                          |
| 16 nov. 2022                                      | No se emitió el reporte diario.                  | No se emitió el reporte diario.                  | No se emitió el reporte diario.                  | No se emitió el reporte diario.                  |
| 17 nov. 2022                                      | 3408                                             | 3200                                             | —                                                | [ 128 ]                                          |
| 18 nov. 2022                                      | No se emitió el reporte diario.                  | No se emitió el reporte diario.                  | No se emitió el reporte diario.                  | No se emitió el reporte diario.                  |
| 19 nov. 2022                                      | No se emitió el reporte diario.                  | No se emitió el reporte diario.                  | No se emitió el reporte diario.                  | No se emitió el reporte diario.                  |
| 20 nov. 2022                                      | 3444                                             | 3230                                             | —                                                | [ 129 ]                                          |
| 21 nov. 2022                                      | No se emitió el reporte diario.                  | No se emitió el reporte diario.                  | No se emitió el reporte diario.                  | No se emitió el reporte diario.                  |
| 22 nov. 2022                                      | 3455                                             | 3269                                             | —                                                | [ 130 ]                                          |
| 23 nov. 2022                                      | No se emitió el reporte diario.                  | No se emitió el reporte diario.                  | No se emitió el reporte diario.                  | No se emitió el reporte diario.                  |
| 24 nov. 2022                                      | 3466                                             | 3302                                             | —                                                | [ 131 ]                                          |
| 25 nov. 2022                                      | No se emitió el reporte diario.                  | No se emitió el reporte diario.                  | No se emitió el reporte diario.                  | No se emitió el reporte diario.                  |
| 26 nov. 2022                                      | No se emitió el reporte diario.                  | No se emitió el reporte diario.                  | No se emitió el reporte diario.                  | No se emitió el reporte diario.                  |
| 27 nov. 2022                                      | 3498                                             | 3337                                             | —                                                | [ 132 ]                                          |
| 28 nov. 2022                                      | No se emitió el reporte diario.                  | No se emitió el reporte diario.                  | No se emitió el reporte diario.                  | No se emitió el reporte diario.                  |
| 29 nov. 2022                                      | 3508                                             | 3356                                             | —                                                | [ 133 ]                                          |
| 30 nov. 2022                                      | No se emitió el reporte diario.                  | No se emitió el reporte diario.                  | No se emitió el reporte diario.                  | No se emitió el reporte diario.                  |
| 1 dic. 2022                                       | No se emitió el reporte diario.                  | No se emitió el reporte diario.                  | No se emitió el reporte diario.                  | No se emitió el reporte diario.                  |
| 2 dic. 2022                                       | No se emitió el reporte diario.                  | No se emitió el reporte diario.                  | No se emitió el reporte diario.                  | No se emitió el reporte diario.                  |
| 3 dic. 2022                                       | No se emitió el reporte diario.                  | No se emitió el reporte diario.                  | No se emitió el reporte diario.                  | No se emitió el reporte diario.                  |
| 4 dic. 2022                                       | 3561                                             | 3424                                             | —                                                | [ 134 ]                                          |
| 5 dic. 2022                                       | No se emitió el reporte diario.                  | No se emitió el reporte diario.                  | No se emitió el reporte diario.                  | No se emitió el reporte diario.                  |
| 6 dic. 2022                                       | 3566                                             | 3444                                             | —                                                | [ 135 ]                                          |
| 7 dic. 2022                                       | No se emitió el reporte diario.                  | No se emitió el reporte diario.                  | No se emitió el reporte diario.                  | No se emitió el reporte diario.                  |
| 8 dic. 2022                                       | No se emitió el reporte diario.                  | No se emitió el reporte diario.                  | No se emitió el reporte diario.                  | No se emitió el reporte diario.                  |
| 9 dic. 2022                                       | 3586                                             | 3464                                             | —                                                | [ 136 ]                                          |
| 10 dic. 2022                                      | No se emitió el reporte diario.                  | No se emitió el reporte diario.                  | No se emitió el reporte diario.                  | No se emitió el reporte diario.                  |
| 11 dic. 2022                                      | No se emitió el reporte diario.                  | No se emitió el reporte diario.                  | No se emitió el reporte diario.                  | No se emitió el reporte diario.                  |
| 12 dic. 2022                                      | No se emitió el reporte diario.                  | No se emitió el reporte diario.                  | No se emitió el reporte diario.                  | No se emitió el reporte diario.                  |
| 13 dic. 2022                                      | 3587                                             | 3510                                             | —                                                | [ 137 ]                                          |
| 14 dic. 2022                                      | No se emitió el reporte diario.                  | No se emitió el reporte diario.                  | No se emitió el reporte diario.                  | No se emitió el reporte diario.                  |
| 15 dic. 2022                                      | 3604                                             | 3534                                             | 5                                                | [ 138 ] [ 139 ]                                  |
| 16 dic. 2022                                      | No se emitió el reporte diario.                  | No se emitió el reporte diario.                  | No se emitió el reporte diario.                  | No se emitió el reporte diario.                  |
| 17 dic. 2022                                      | No se emitió el reporte diario.                  | No se emitió el reporte diario.                  | No se emitió el reporte diario.                  | No se emitió el reporte diario.                  |
| 18 dic. 2022                                      | 3622                                             | 3548                                             | 5                                                | [ 140 ]                                          |
| 19 dic. 2022                                      | No se emitió el reporte diario.                  | No se emitió el reporte diario.                  | No se emitió el reporte diario.                  | No se emitió el reporte diario.                  |
| 20 dic. 2022                                      | 3629                                             | 3564                                             | 5                                                | [ 141 ]                                          |
| 21 dic. 2022                                      | No se emitió el reporte diario.                  | No se emitió el reporte diario.                  | No se emitió el reporte diario.                  | No se emitió el reporte diario.                  |
| 22 dic. 2022                                      | No se emitió el reporte diario.                  | No se emitió el reporte diario.                  | No se emitió el reporte diario.                  | No se emitió el reporte diario.                  |
| 23 dic. 2022                                      | No se emitió el reporte diario.                  | No se emitió el reporte diario.                  | No se emitió el reporte diario.                  | No se emitió el reporte diario.                  |
| 24 dic. 2022                                      | No se emitió el reporte diario.                  | No se emitió el reporte diario.                  | No se emitió el reporte diario.                  | No se emitió el reporte diario.                  |
| 25 dic. 2022                                      | 3643                                             | —                                                | 8                                                | [ 142 ]                                          |
| 26 dic. 2022                                      | No se emitió el reporte diario.                  | No se emitió el reporte diario.                  | No se emitió el reporte diario.                  | No se emitió el reporte diario.                  |
| 27 dic. 2022                                      | No se emitió el reporte diario.                  | No se emitió el reporte diario.                  | No se emitió el reporte diario.                  | No se emitió el reporte diario.                  |
| 28 dic. 2022                                      | No se emitió el reporte diario.                  | No se emitió el reporte diario.                  | No se emitió el reporte diario.                  | No se emitió el reporte diario.                  |
| 29 dic. 2022                                      | 3652                                             | 3601                                             | 8                                                | [ 143 ]                                          |
| 30 dic. 2022                                      | No se emitió el reporte diario.                  | No se emitió el reporte diario.                  | No se emitió el reporte diario.                  | No se emitió el reporte diario.                  |
| 31 dic. 2022                                      | No se emitió el reporte diario.                  | No se emitió el reporte diario.                  | No se emitió el reporte diario.                  | No se emitió el reporte diario.                  |
| 2023                                              |                                                  |                                                  |                                                  |                                                  |
| 1 ene. 2023                                       | No se emitió el reporte diario.                  | No se emitió el reporte diario.                  | No se emitió el reporte diario.                  | No se emitió el reporte diario.                  |
| 2 ene. 2023                                       | No se emitió el reporte diario.                  | No se emitió el reporte diario.                  | No se emitió el reporte diario.                  | No se emitió el reporte diario.                  |
| 3 ene. 2023                                       | 3683                                             | —                                                | 8                                                | [ 144 ]                                          |
| 4 ene. 2023                                       | No se emitió el reporte diario.                  | No se emitió el reporte diario.                  | No se emitió el reporte diario.                  | No se emitió el reporte diario.                  |
| 5 ene. 2023                                       | 3689                                             | 3640                                             | 12                                               | [ 145 ] [ 146 ]                                  |
| 6 ene. 2023                                       | No se emitió el reporte diario.                  | No se emitió el reporte diario.                  | No se emitió el reporte diario.                  | No se emitió el reporte diario.                  |
| 7 ene. 2023                                       | No se emitió el reporte diario.                  | No se emitió el reporte diario.                  | No se emitió el reporte diario.                  | No se emitió el reporte diario.                  |
| 8 ene. 2023                                       | 3695                                             | —                                                | 12                                               | [ 147 ]                                          |
| 9 ene. 2023                                       | No se emitió el reporte diario.                  | No se emitió el reporte diario.                  | No se emitió el reporte diario.                  | No se emitió el reporte diario.                  |
| 10 ene. 2023                                      | 3698                                             | 3660                                             | 12                                               |                                                  |
| 11 ene. 2023                                      | No se emitió el reporte diario.                  | No se emitió el reporte diario.                  | No se emitió el reporte diario.                  | No se emitió el reporte diario.                  |
| 12 ene. 2023                                      | 3699                                             | 3660                                             | 12                                               | [ 148 ]                                          |
| 13 ene. 2023                                      | No se emitió el reporte diario.                  | No se emitió el reporte diario.                  | No se emitió el reporte diario.                  | No se emitió el reporte diario.                  |
| 14 ene. 2023                                      | No se emitió el reporte diario.                  | No se emitió el reporte diario.                  | No se emitió el reporte diario.                  | No se emitió el reporte diario.                  |
| 15 ene. 2023                                      | 3711                                             | —                                                | 12                                               |                                                  |
| 16 ene. 2023                                      | No se emitió el reporte diario.                  | No se emitió el reporte diario.                  | No se emitió el reporte diario.                  | No se emitió el reporte diario.                  |
| 17 ene. 2023                                      | No se emitió el reporte diario.                  | No se emitió el reporte diario.                  | No se emitió el reporte diario.                  | No se emitió el reporte diario.                  |
| 18 ene. 2023                                      | No se emitió el reporte diario.                  | No se emitió el reporte diario.                  | No se emitió el reporte diario.                  | No se emitió el reporte diario.                  |
| 19 ene. 2023                                      | 3718                                             | 3685                                             | 15                                               | [ 149 ]                                          |
| 20 ene. 2023                                      | No se emitió el reporte diario.                  | No se emitió el reporte diario.                  | No se emitió el reporte diario.                  | No se emitió el reporte diario.                  |
| 21 ene. 2023                                      | No se emitió el reporte diario.                  | No se emitió el reporte diario.                  | No se emitió el reporte diario.                  | No se emitió el reporte diario.                  |
| 22 ene. 2023                                      | 3723                                             | 3693                                             | —                                                | [ 150 ]                                          |
| 23 ene. 2023                                      | No se emitió el reporte diario.                  | No se emitió el reporte diario.                  | No se emitió el reporte diario.                  | No se emitió el reporte diario.                  |
| 24 ene. 2023                                      | No se emitió el reporte diario.                  | No se emitió el reporte diario.                  | No se emitió el reporte diario.                  | No se emitió el reporte diario.                  |
| 25 ene. 2023                                      | No se emitió el reporte diario.                  | No se emitió el reporte diario.                  | No se emitió el reporte diario.                  | No se emitió el reporte diario.                  |
| 26 ene. 2023                                      | No se emitió el reporte diario.                  | No se emitió el reporte diario.                  | No se emitió el reporte diario.                  | No se emitió el reporte diario.                  |
| 27 ene. 2023                                      | No se emitió el reporte diario.                  | No se emitió el reporte diario.                  | No se emitió el reporte diario.                  | No se emitió el reporte diario.                  |
| 28 ene. 2023                                      | No se emitió el reporte diario.                  | No se emitió el reporte diario.                  | No se emitió el reporte diario.                  | No se emitió el reporte diario.                  |
| 29 ene. 2023                                      | No se emitió el reporte diario.                  | No se emitió el reporte diario.                  | No se emitió el reporte diario.                  | No se emitió el reporte diario.                  |
| 30 ene. 2023                                      | No se emitió el reporte diario.                  | No se emitió el reporte diario.                  | No se emitió el reporte diario.                  | No se emitió el reporte diario.                  |
| 31 ene. 2023                                      | No se emitió el reporte diario.                  | No se emitió el reporte diario.                  | No se emitió el reporte diario.                  | No se emitió el reporte diario.                  |
| 1 feb. 2023                                       | No se emitió el reporte diario.                  | No se emitió el reporte diario.                  | No se emitió el reporte diario.                  | No se emitió el reporte diario.                  |
| 2 feb. 2023                                       | 3732                                             | 3715                                             | —                                                | [ 151 ]                                          |
| 3 feb. 2023                                       | No se emitió el reporte diario.                  | No se emitió el reporte diario.                  | No se emitió el reporte diario.                  | No se emitió el reporte diario.                  |
| 4 feb. 2023                                       | No se emitió el reporte diario.                  | No se emitió el reporte diario.                  | No se emitió el reporte diario.                  | No se emitió el reporte diario.                  |
| 5 feb. 2023                                       | 3737                                             | 3720                                             | —                                                | [ 152 ]                                          |
| 6 feb. 2023                                       | No se emitió el reporte diario.                  | No se emitió el reporte diario.                  | No se emitió el reporte diario.                  | No se emitió el reporte diario.                  |
| 7 feb. 2023                                       | No se emitió el reporte diario.                  | No se emitió el reporte diario.                  | No se emitió el reporte diario.                  | No se emitió el reporte diario.                  |
| 8 feb. 2023                                       | No se emitió el reporte diario.                  | No se emitió el reporte diario.                  | No se emitió el reporte diario.                  | No se emitió el reporte diario.                  |
| 9 feb. 2023                                       | 3744                                             | 3723                                             | 16                                               | [ 153 ]                                          |
| 10 feb. 2023                                      | No se emitió el reporte diario.                  | No se emitió el reporte diario.                  | No se emitió el reporte diario.                  | No se emitió el reporte diario.                  |
| 11 feb. 2023                                      | No se emitió el reporte diario.                  | No se emitió el reporte diario.                  | No se emitió el reporte diario.                  | No se emitió el reporte diario.                  |
| 12 feb. 2023                                      | 3752                                             | 3726                                             | 15                                               | [ 154 ]                                          |
| 13 feb. 2023                                      | No se emitió el reporte diario.                  | No se emitió el reporte diario.                  | No se emitió el reporte diario.                  | No se emitió el reporte diario.                  |
| 14 feb. 2023                                      | No se emitió el reporte diario.                  | No se emitió el reporte diario.                  | No se emitió el reporte diario.                  | No se emitió el reporte diario.                  |
| 15 feb. 2023                                      | No se emitió el reporte diario.                  | No se emitió el reporte diario.                  | No se emitió el reporte diario.                  | No se emitió el reporte diario.                  |
| 16 feb. 2023                                      | No se emitió el reporte diario.                  | No se emitió el reporte diario.                  | No se emitió el reporte diario.                  | No se emitió el reporte diario.                  |
| 17 feb. 2023                                      | No se emitió el reporte diario.                  | No se emitió el reporte diario.                  | No se emitió el reporte diario.                  | No se emitió el reporte diario.                  |
| 18 feb. 2023                                      | No se emitió el reporte diario.                  | No se emitió el reporte diario.                  | No se emitió el reporte diario.                  | No se emitió el reporte diario.                  |
| 19 feb. 2023                                      | No se emitió el reporte diario.                  | No se emitió el reporte diario.                  | No se emitió el reporte diario.                  | No se emitió el reporte diario.                  |
| 20 feb. 2023                                      | No se emitió el reporte diario.                  | No se emitió el reporte diario.                  | No se emitió el reporte diario.                  | No se emitió el reporte diario.                  |
| 21 feb. 2023                                      | No se emitió el reporte diario.                  | No se emitió el reporte diario.                  | No se emitió el reporte diario.                  | No se emitió el reporte diario.                  |
| 22 feb. 2023                                      | No se emitió el reporte diario.                  | No se emitió el reporte diario.                  | No se emitió el reporte diario.                  | No se emitió el reporte diario.                  |
| 23 feb. 2023                                      | 3756                                             | 3739                                             | —                                                | [ 155 ]                                          |
| 24 feb. 2023                                      | No se emitió el reporte diario.                  | No se emitió el reporte diario.                  | No se emitió el reporte diario.                  | No se emitió el reporte diario.                  |
| 25 feb. 2023                                      | No se emitió el reporte diario.                  | No se emitió el reporte diario.                  | No se emitió el reporte diario.                  | No se emitió el reporte diario.                  |
| 26 feb. 2023                                      | 3764                                             | 3746                                             | —                                                | [ 156 ]                                          |
| 27 feb. 2023                                      | No se emitió el reporte diario.                  | No se emitió el reporte diario.                  | No se emitió el reporte diario.                  | No se emitió el reporte diario.                  |
| 28 feb. 2023                                      | No se emitió el reporte diario.                  | No se emitió el reporte diario.                  | No se emitió el reporte diario.                  | No se emitió el reporte diario.                  |
| 1 mar. 2023                                       | No se emitió el reporte diario.                  | No se emitió el reporte diario.                  | No se emitió el reporte diario.                  | No se emitió el reporte diario.                  |
| 2 mar. 2023                                       | No se emitió el reporte diario.                  | No se emitió el reporte diario.                  | No se emitió el reporte diario.                  | No se emitió el reporte diario.                  |
| 3 mar. 2023                                       | No se emitió el reporte diario.                  | No se emitió el reporte diario.                  | No se emitió el reporte diario.                  | No se emitió el reporte diario.                  |
| 4 mar. 2023                                       | No se emitió el reporte diario.                  | No se emitió el reporte diario.                  | No se emitió el reporte diario.                  | No se emitió el reporte diario.                  |
| 5 mar. 2023                                       | 3774                                             | 3753                                             | —                                                | [ 157 ]                                          |
| 6 mar. 2023                                       | No se emitió el reporte diario.                  | No se emitió el reporte diario.                  | No se emitió el reporte diario.                  | No se emitió el reporte diario.                  |
| 7 mar. 2023                                       | No se emitió el reporte diario.                  | No se emitió el reporte diario.                  | No se emitió el reporte diario.                  | No se emitió el reporte diario.                  |
| 8 mar. 2023                                       | No se emitió el reporte diario.                  | No se emitió el reporte diario.                  | No se emitió el reporte diario.                  | No se emitió el reporte diario.                  |
| 9 mar. 2023                                       | No se emitió el reporte diario.                  | No se emitió el reporte diario.                  | No se emitió el reporte diario.                  | No se emitió el reporte diario.                  |
| 10 mar. 2023                                      | No se emitió el reporte diario.                  | No se emitió el reporte diario.                  | No se emitió el reporte diario.                  | No se emitió el reporte diario.                  |
| 11 mar. 2023                                      | No se emitió el reporte diario.                  | No se emitió el reporte diario.                  | No se emitió el reporte diario.                  | No se emitió el reporte diario.                  |
| 12 mar. 2023                                      | 3776                                             | 3762                                             | —                                                | [ 158 ]                                          |
| 13 mar. 2023                                      | No se emitió el reporte diario.                  | No se emitió el reporte diario.                  | No se emitió el reporte diario.                  | No se emitió el reporte diario.                  |
| 14 mar. 2023                                      | No se emitió el reporte diario.                  | No se emitió el reporte diario.                  | No se emitió el reporte diario.                  | No se emitió el reporte diario.                  |
| 15 mar. 2023                                      | No se emitió el reporte diario.                  | No se emitió el reporte diario.                  | No se emitió el reporte diario.                  | No se emitió el reporte diario.                  |
| 16 mar. 2023                                      | No se emitió el reporte diario.                  | No se emitió el reporte diario.                  | No se emitió el reporte diario.                  | No se emitió el reporte diario.                  |
| 17 mar. 2023                                      | No se emitió el reporte diario.                  | No se emitió el reporte diario.                  | No se emitió el reporte diario.                  | No se emitió el reporte diario.                  |
| 18 mar. 2023                                      | No se emitió el reporte diario.                  | No se emitió el reporte diario.                  | No se emitió el reporte diario.                  | No se emitió el reporte diario.                  |
| 19 mar. 2023                                      | 3785                                             |                                                  | 20                                               |                                                  |
| 20 mar. 2023                                      | No se emitió el reporte diario.                  | No se emitió el reporte diario.                  | No se emitió el reporte diario.                  | No se emitió el reporte diario.                  |
| 21 mar. 2023                                      | No se emitió el reporte diario.                  | No se emitió el reporte diario.                  | No se emitió el reporte diario.                  | No se emitió el reporte diario.                  |
| 22 mar. 2023                                      | No se emitió el reporte diario.                  | No se emitió el reporte diario.                  | No se emitió el reporte diario.                  | No se emitió el reporte diario.                  |
| 23 mar. 2023                                      | No se emitió el reporte diario.                  | No se emitió el reporte diario.                  | No se emitió el reporte diario.                  | No se emitió el reporte diario.                  |
| 24 mar. 2023                                      | No se emitió el reporte diario.                  | No se emitió el reporte diario.                  | No se emitió el reporte diario.                  | No se emitió el reporte diario.                  |
| 25 mar. 2023                                      | No se emitió el reporte diario.                  | No se emitió el reporte diario.                  | No se emitió el reporte diario.                  | No se emitió el reporte diario.                  |
| 26 mar. 2023                                      | No se emitió el reporte diario.                  | No se emitió el reporte diario.                  | No se emitió el reporte diario.                  | No se emitió el reporte diario.                  |
| 27 mar. 2023                                      | No se emitió el reporte diario.                  | No se emitió el reporte diario.                  | No se emitió el reporte diario.                  | No se emitió el reporte diario.                  |
| 28 mar. 2023                                      | No se emitió el reporte diario.                  | No se emitió el reporte diario.                  | No se emitió el reporte diario.                  | No se emitió el reporte diario.                  |
| 29 mar. 2023                                      | No se emitió el reporte diario.                  | No se emitió el reporte diario.                  | No se emitió el reporte diario.                  | No se emitió el reporte diario.                  |
| 30 mar. 2023                                      | No se emitió el reporte diario.                  | No se emitió el reporte diario.                  | No se emitió el reporte diario.                  | No se emitió el reporte diario.                  |
| 31 mar. 2023                                      | No se emitió el reporte diario.                  | No se emitió el reporte diario.                  | No se emitió el reporte diario.                  | No se emitió el reporte diario.                  |
| 1 abr. 2023                                       | No se emitió el reporte diario.                  | No se emitió el reporte diario.                  | No se emitió el reporte diario.                  | No se emitió el reporte diario.                  |
| 2 abr. 2023                                       | 3800                                             |                                                  | 20                                               |                                                  |
| 3 abr. 2023                                       | No se emitió el reporte diario.                  | No se emitió el reporte diario.                  | No se emitió el reporte diario.                  | No se emitió el reporte diario.                  |
| 4 abr. 2023                                       | No se emitió el reporte diario.                  | No se emitió el reporte diario.                  | No se emitió el reporte diario.                  | No se emitió el reporte diario.                  |
| 5 abr. 2023                                       | No se emitió el reporte diario.                  | No se emitió el reporte diario.                  | No se emitió el reporte diario.                  | No se emitió el reporte diario.                  |
| 6 abr. 2023                                       | No se emitió el reporte diario.                  | No se emitió el reporte diario.                  | No se emitió el reporte diario.                  | No se emitió el reporte diario.                  |
| 7 abr. 2023                                       | No se emitió el reporte diario.                  | No se emitió el reporte diario.                  | No se emitió el reporte diario.                  | No se emitió el reporte diario.                  |
| 8 abr. 2023                                       | No se emitió el reporte diario.                  | No se emitió el reporte diario.                  | No se emitió el reporte diario.                  | No se emitió el reporte diario.                  |
| 9 abr. 2023                                       | No se emitió el reporte diario.                  | No se emitió el reporte diario.                  | No se emitió el reporte diario.                  | No se emitió el reporte diario.                  |
| 10 abr. 2023                                      | No se emitió el reporte diario.                  | No se emitió el reporte diario.                  | No se emitió el reporte diario.                  | No se emitió el reporte diario.                  |
| 11 abr. 2023                                      | No se emitió el reporte diario.                  | No se emitió el reporte diario.                  | No se emitió el reporte diario.                  | No se emitió el reporte diario.                  |
| 12 abr. 2023                                      | No se emitió el reporte diario.                  | No se emitió el reporte diario.                  | No se emitió el reporte diario.                  | No se emitió el reporte diario.                  |
| 13 abr. 2023                                      | No se emitió el reporte diario.                  | No se emitió el reporte diario.                  | No se emitió el reporte diario.                  | No se emitió el reporte diario.                  |
| 14 abr. 2023                                      | No se emitió el reporte diario.                  | No se emitió el reporte diario.                  | No se emitió el reporte diario.                  | No se emitió el reporte diario.                  |
| 15 abr. 2023                                      | No se emitió el reporte diario.                  | No se emitió el reporte diario.                  | No se emitió el reporte diario.                  | No se emitió el reporte diario.                  |
| 16 abr. 2023                                      | No se emitió el reporte diario.                  | No se emitió el reporte diario.                  | No se emitió el reporte diario.                  | No se emitió el reporte diario.                  |
| 17 abr. 2023                                      | No se emitió el reporte diario.                  | No se emitió el reporte diario.                  | No se emitió el reporte diario.                  | No se emitió el reporte diario.                  |
| 18 abr. 2023                                      | No se emitió el reporte diario.                  | No se emitió el reporte diario.                  | No se emitió el reporte diario.                  | No se emitió el reporte diario.                  |
| 19 abr. 2023                                      | No se emitió el reporte diario.                  | No se emitió el reporte diario.                  | No se emitió el reporte diario.                  | No se emitió el reporte diario.                  |
| 20 abr. 2023                                      | No se emitió el reporte diario.                  | No se emitió el reporte diario.                  | No se emitió el reporte diario.                  | No se emitió el reporte diario.                  |
| 21 abr. 2023                                      | No se emitió el reporte diario.                  | No se emitió el reporte diario.                  | No se emitió el reporte diario.                  | No se emitió el reporte diario.                  |
| 22 abr. 2023                                      | No se emitió el reporte diario.                  | No se emitió el reporte diario.                  | No se emitió el reporte diario.                  | No se emitió el reporte diario.                  |
| 23 abr. 2023                                      | No se emitió el reporte diario.                  | No se emitió el reporte diario.                  | No se emitió el reporte diario.                  | No se emitió el reporte diario.                  |
| 24 abr. 2023                                      | No se emitió el reporte diario.                  | No se emitió el reporte diario.                  | No se emitió el reporte diario.                  | No se emitió el reporte diario.                  |
| 25 abr. 2023                                      | No se emitió el reporte diario.                  | No se emitió el reporte diario.                  | No se emitió el reporte diario.                  | No se emitió el reporte diario.                  |
| 26 abr. 2023                                      | No se emitió el reporte diario.                  | No se emitió el reporte diario.                  | No se emitió el reporte diario.                  | No se emitió el reporte diario.                  |
| 27 abr. 2023                                      | No se emitió el reporte diario.                  | No se emitió el reporte diario.                  | No se emitió el reporte diario.                  | No se emitió el reporte diario.                  |
| 28 abr. 2023                                      | No se emitió el reporte diario.                  | No se emitió el reporte diario.                  | No se emitió el reporte diario.                  | No se emitió el reporte diario.                  |
| 29 abr. 2023                                      | No se emitió el reporte diario.                  | No se emitió el reporte diario.                  | No se emitió el reporte diario.                  | No se emitió el reporte diario.                  |
| 30 abr. 2023                                      | No se emitió el reporte diario.                  | No se emitió el reporte diario.                  | No se emitió el reporte diario.                  | No se emitió el reporte diario.                  |
| 1 may. 2023                                       | No se emitió el reporte diario.                  | No se emitió el reporte diario.                  | No se emitió el reporte diario.                  | No se emitió el reporte diario.                  |
| 2 may. 2023                                       | No se emitió el reporte diario.                  | No se emitió el reporte diario.                  | No se emitió el reporte diario.                  | No se emitió el reporte diario.                  |
| 3 may. 2023                                       | No se emitió el reporte diario.                  | No se emitió el reporte diario.                  | No se emitió el reporte diario.                  | No se emitió el reporte diario.                  |
| 4 may. 2023                                       | No se emitió el reporte diario.                  | No se emitió el reporte diario.                  | No se emitió el reporte diario.                  | No se emitió el reporte diario.                  |
| 5 may. 2023                                       | No se emitió el reporte diario.                  | No se emitió el reporte diario.                  | No se emitió el reporte diario.                  | No se emitió el reporte diario.                  |
| 6 may. 2023                                       | No se emitió el reporte diario.                  | No se emitió el reporte diario.                  | No se emitió el reporte diario.                  | No se emitió el reporte diario.                  |
| 7 may. 2023                                       | No se emitió el reporte diario.                  | No se emitió el reporte diario.                  | No se emitió el reporte diario.                  | No se emitió el reporte diario.                  |
| 8 may. 2023                                       | No se emitió el reporte diario.                  | No se emitió el reporte diario.                  | No se emitió el reporte diario.                  | No se emitió el reporte diario.                  |
| 9 may. 2023                                       | No se emitió el reporte diario.                  | No se emitió el reporte diario.                  | No se emitió el reporte diario.                  | No se emitió el reporte diario.                  |
| 10 may. 2023                                      | No se emitió el reporte diario.                  | No se emitió el reporte diario.                  | No se emitió el reporte diario.                  | No se emitió el reporte diario.                  |
| 11 may. 2023                                      | No se emitió el reporte diario.                  | No se emitió el reporte diario.                  | No se emitió el reporte diario.                  | No se emitió el reporte diario.                  |
| 12 may. 2023                                      | No se emitió el reporte diario.                  | No se emitió el reporte diario.                  | No se emitió el reporte diario.                  | No se emitió el reporte diario.                  |
| 13 may. 2023                                      | No se emitió el reporte diario.                  | No se emitió el reporte diario.                  | No se emitió el reporte diario.                  | No se emitió el reporte diario.                  |
| 14 may. 2023                                      | No se emitió el reporte diario.                  | No se emitió el reporte diario.                  | No se emitió el reporte diario.                  | No se emitió el reporte diario.                  |
| 15 may. 2023                                      | No se emitió el reporte diario.                  | No se emitió el reporte diario.                  | No se emitió el reporte diario.                  | No se emitió el reporte diario.                  |
| 16 may. 2023                                      | No se emitió el reporte diario.                  | No se emitió el reporte diario.                  | No se emitió el reporte diario.                  | No se emitió el reporte diario.                  |
| 17 may. 2023                                      | No se emitió el reporte diario.                  | No se emitió el reporte diario.                  | No se emitió el reporte diario.                  | No se emitió el reporte diario.                  |
| 18 may. 2023                                      | No se emitió el reporte diario.                  | No se emitió el reporte diario.                  | No se emitió el reporte diario.                  | No se emitió el reporte diario.                  |
| 19 may. 2023                                      | No se emitió el reporte diario.                  | No se emitió el reporte diario.                  | No se emitió el reporte diario.                  | No se emitió el reporte diario.                  |
| 20 may. 2023                                      | No se emitió el reporte diario.                  | No se emitió el reporte diario.                  | No se emitió el reporte diario.                  | No se emitió el reporte diario.                  |
| 21 may. 2023                                      | No se emitió el reporte diario.                  | No se emitió el reporte diario.                  | No se emitió el reporte diario.                  | No se emitió el reporte diario.                  |
| 22 may. 2023                                      | No se emitió el reporte diario.                  | No se emitió el reporte diario.                  | No se emitió el reporte diario.                  | No se emitió el reporte diario.                  |
| 23 may. 2023                                      | No se emitió el reporte diario.                  | No se emitió el reporte diario.                  | No se emitió el reporte diario.                  | No se emitió el reporte diario.                  |
| 24 may. 2023                                      | No se emitió el reporte diario.                  | No se emitió el reporte diario.                  | No se emitió el reporte diario.                  | No se emitió el reporte diario.                  |
| 25 may. 2023                                      | No se emitió el reporte diario.                  | No se emitió el reporte diario.                  | No se emitió el reporte diario.                  | No se emitió el reporte diario.                  |
| 26 may. 2023                                      | No se emitió el reporte diario.                  | No se emitió el reporte diario.                  | No se emitió el reporte diario.                  | No se emitió el reporte diario.                  |
| 27 may. 2023                                      | No se emitió el reporte diario.                  | No se emitió el reporte diario.                  | No se emitió el reporte diario.                  | No se emitió el reporte diario.                  |
| 28 may. 2023                                      | No se emitió el reporte diario.                  | No se emitió el reporte diario.                  | No se emitió el reporte diario.                  | No se emitió el reporte diario.                  |
| 29 may. 2023                                      | No se emitió el reporte diario.                  | No se emitió el reporte diario.                  | No se emitió el reporte diario.                  | No se emitió el reporte diario.                  |
| 30 may. 2023                                      | No se emitió el reporte diario.                  | No se emitió el reporte diario.                  | No se emitió el reporte diario.                  | No se emitió el reporte diario.                  |
| 31 may. 2023                                      | No se emitió el reporte diario.                  | No se emitió el reporte diario.                  | No se emitió el reporte diario.                  | No se emitió el reporte diario.                  |
| 1 jun. 2023                                       | No se emitió el reporte diario.                  | No se emitió el reporte diario.                  | No se emitió el reporte diario.                  | No se emitió el reporte diario.                  |
| 2 jun. 2023                                       | No se emitió el reporte diario.                  | No se emitió el reporte diario.                  | No se emitió el reporte diario.                  | No se emitió el reporte diario.                  |
| 3 jun. 2023                                       | No se emitió el reporte diario.                  | No se emitió el reporte diario.                  | No se emitió el reporte diario.                  | No se emitió el reporte diario.                  |
| 4 jun. 2023                                       | No se emitió el reporte diario.                  | No se emitió el reporte diario.                  | No se emitió el reporte diario.                  | No se emitió el reporte diario.                  |
| 5 jun. 2023                                       | No se emitió el reporte diario.                  | No se emitió el reporte diario.                  | No se emitió el reporte diario.                  | No se emitió el reporte diario.                  |
| 6 jun. 2023                                       | No se emitió el reporte diario.                  | No se emitió el reporte diario.                  | No se emitió el reporte diario.                  | No se emitió el reporte diario.                  |
| 7 jun. 2023                                       | No se emitió el reporte diario.                  | No se emitió el reporte diario.                  | No se emitió el reporte diario.                  | No se emitió el reporte diario.                  |
| 8 jun. 2023                                       | No se emitió el reporte diario.                  | No se emitió el reporte diario.                  | No se emitió el reporte diario.                  | No se emitió el reporte diario.                  |
| 9 jun. 2023                                       | No se emitió el reporte diario.                  | No se emitió el reporte diario.                  | No se emitió el reporte diario.                  | No se emitió el reporte diario.                  |
| 10 jun. 2023                                      | No se emitió el reporte diario.                  | No se emitió el reporte diario.                  | No se emitió el reporte diario.                  | No se emitió el reporte diario.                  |
| 11 jun. 2023                                      | No se emitió el reporte diario.                  | No se emitió el reporte diario.                  | No se emitió el reporte diario.                  | No se emitió el reporte diario.                  |
| 12 jun. 2023                                      | No se emitió el reporte diario.                  | No se emitió el reporte diario.                  | No se emitió el reporte diario.                  | No se emitió el reporte diario.                  |
| 13 jun. 2023                                      | No se emitió el reporte diario.                  | No se emitió el reporte diario.                  | No se emitió el reporte diario.                  | No se emitió el reporte diario.                  |
| 14 jun. 2023                                      | No se emitió el reporte diario.                  | No se emitió el reporte diario.                  | No se emitió el reporte diario.                  | No se emitió el reporte diario.                  |
| 15 jun. 2023                                      | No se emitió el reporte diario.                  | No se emitió el reporte diario.                  | No se emitió el reporte diario.                  | No se emitió el reporte diario.                  |
| 16 jun. 2023                                      | No se emitió el reporte diario.                  | No se emitió el reporte diario.                  | No se emitió el reporte diario.                  | No se emitió el reporte diario.                  |
| 17 jun. 2023                                      | No se emitió el reporte diario.                  | No se emitió el reporte diario.                  | No se emitió el reporte diario.                  | No se emitió el reporte diario.                  |
| 18 jun. 2023                                      | No se emitió el reporte diario.                  | No se emitió el reporte diario.                  | No se emitió el reporte diario.                  | No se emitió el reporte diario.                  |
| 19 jun. 2023                                      | No se emitió el reporte diario.                  | No se emitió el reporte diario.                  | No se emitió el reporte diario.                  | No se emitió el reporte diario.                  |
| 20 jun. 2023                                      | No se emitió el reporte diario.                  | No se emitió el reporte diario.                  | No se emitió el reporte diario.                  | No se emitió el reporte diario.                  |
| 21 jun. 2023                                      | No se emitió el reporte diario.                  | No se emitió el reporte diario.                  | No se emitió el reporte diario.                  | No se emitió el reporte diario.                  |
| 22 jun. 2023                                      | No se emitió el reporte diario.                  | No se emitió el reporte diario.                  | No se emitió el reporte diario.                  | No se emitió el reporte diario.                  |
| 23 jun. 2023                                      | No se emitió el reporte diario.                  | No se emitió el reporte diario.                  | No se emitió el reporte diario.                  | No se emitió el reporte diario.                  |
| 24 jun. 2023                                      | No se emitió el reporte diario.                  | No se emitió el reporte diario.                  | No se emitió el reporte diario.                  | No se emitió el reporte diario.                  |
| 25 jun. 2023                                      | No se emitió el reporte diario.                  | No se emitió el reporte diario.                  | No se emitió el reporte diario.                  | No se emitió el reporte diario.                  |
| 26 jun. 2023                                      | No se emitió el reporte diario.                  | No se emitió el reporte diario.                  | No se emitió el reporte diario.                  | No se emitió el reporte diario.                  |
| 27 jun. 2023                                      | No se emitió el reporte diario.                  | No se emitió el reporte diario.                  | No se emitió el reporte diario.                  | No se emitió el reporte diario.                  |
| 28 jun. 2023                                      | No se emitió el reporte diario.                  | No se emitió el reporte diario.                  | No se emitió el reporte diario.                  | No se emitió el reporte diario.                  |
| 29 jun. 2023                                      | No se emitió el reporte diario.                  | No se emitió el reporte diario.                  | No se emitió el reporte diario.                  | No se emitió el reporte diario.                  |
| 30 jun. 2023                                      | No se emitió el reporte diario.                  | No se emitió el reporte diario.                  | No se emitió el reporte diario.                  | No se emitió el reporte diario.                  |
| 1 jul. 2023                                       | No se emitió el reporte diario.                  | No se emitió el reporte diario.                  | No se emitió el reporte diario.                  | No se emitió el reporte diario.                  |
| 2 jul. 2023                                       | No se emitió el reporte diario.                  | No se emitió el reporte diario.                  | No se emitió el reporte diario.                  | No se emitió el reporte diario.                  |
| 3 jul. 2023                                       | No se emitió el reporte diario.                  | No se emitió el reporte diario.                  | No se emitió el reporte diario.                  | No se emitió el reporte diario.                  |
| 4 jul. 2023                                       | No se emitió el reporte diario.                  | No se emitió el reporte diario.                  | No se emitió el reporte diario.                  | No se emitió el reporte diario.                  |
| 5 jul. 2023                                       | No se emitió el reporte diario.                  | No se emitió el reporte diario.                  | No se emitió el reporte diario.                  | No se emitió el reporte diario.                  |
| 6 jul. 2023                                       | No se emitió el reporte diario.                  | No se emitió el reporte diario.                  | No se emitió el reporte diario.                  | No se emitió el reporte diario.                  |
| 7 jul. 2023                                       | No se emitió el reporte diario.                  | No se emitió el reporte diario.                  | No se emitió el reporte diario.                  | No se emitió el reporte diario.                  |
| 8 jul. 2023                                       | No se emitió el reporte diario.                  | No se emitió el reporte diario.                  | No se emitió el reporte diario.                  | No se emitió el reporte diario.                  |
| 9 jul. 2023                                       | No se emitió el reporte diario.                  | No se emitió el reporte diario.                  | No se emitió el reporte diario.                  | No se emitió el reporte diario.                  |
| 10 jul. 2023                                      | No se emitió el reporte diario.                  | No se emitió el reporte diario.                  | No se emitió el reporte diario.                  | No se emitió el reporte diario.                  |
| 11 jul. 2023                                      | No se emitió el reporte diario.                  | No se emitió el reporte diario.                  | No se emitió el reporte diario.                  | No se emitió el reporte diario.                  |
| 12 jul. 2023                                      | 3812                                             |                                                  | 20                                               | [ 159 ]                                          |
| 13 jul. 2023                                      | No se emitió el reporte diario.                  | No se emitió el reporte diario.                  | No se emitió el reporte diario.                  | No se emitió el reporte diario.                  |
| 14 jul. 2023                                      | No se emitió el reporte diario.                  | No se emitió el reporte diario.                  | No se emitió el reporte diario.                  | No se emitió el reporte diario.                  |
| 15 jul. 2023                                      | No se emitió el reporte diario.                  | No se emitió el reporte diario.                  | No se emitió el reporte diario.                  | No se emitió el reporte diario.                  |
| 16 jul. 2023                                      | No se emitió el reporte diario.                  | No se emitió el reporte diario.                  | No se emitió el reporte diario.                  | No se emitió el reporte diario.                  |
| 17 jul. 2023                                      | No se emitió el reporte diario.                  | No se emitió el reporte diario.                  | No se emitió el reporte diario.                  | No se emitió el reporte diario.                  |
| 18 jul. 2023                                      | No se emitió el reporte diario.                  | No se emitió el reporte diario.                  | No se emitió el reporte diario.                  | No se emitió el reporte diario.                  |
| 19 jul. 2023                                      | No se emitió el reporte diario.                  | No se emitió el reporte diario.                  | No se emitió el reporte diario.                  | No se emitió el reporte diario.                  |
| 20 jul. 2023                                      | No se emitió el reporte diario.                  | No se emitió el reporte diario.                  | No se emitió el reporte diario.                  | No se emitió el reporte diario.                  |
| 21 jul. 2023                                      | No se emitió el reporte diario.                  | No se emitió el reporte diario.                  | No se emitió el reporte diario.                  | No se emitió el reporte diario.                  |
| 22 jul. 2023                                      | No se emitió el reporte diario.                  | No se emitió el reporte diario.                  | No se emitió el reporte diario.                  | No se emitió el reporte diario.                  |
| 23 jul. 2023                                      | No se emitió el reporte diario.                  | No se emitió el reporte diario.                  | No se emitió el reporte diario.                  | No se emitió el reporte diario.                  |
| 24 jul. 2023                                      | No se emitió el reporte diario.                  | No se emitió el reporte diario.                  | No se emitió el reporte diario.                  | No se emitió el reporte diario.                  |
| 25 jul. 2023                                      | No se emitió el reporte diario.                  | No se emitió el reporte diario.                  | No se emitió el reporte diario.                  | No se emitió el reporte diario.                  |
| 26 jul. 2023                                      | No se emitió el reporte diario.                  | No se emitió el reporte diario.                  | No se emitió el reporte diario.                  | No se emitió el reporte diario.                  |
| 27 jul. 2023                                      | No se emitió el reporte diario.                  | No se emitió el reporte diario.                  | No se emitió el reporte diario.                  | No se emitió el reporte diario.                  |
| 28 jul. 2023                                      | No se emitió el reporte diario.                  | No se emitió el reporte diario.                  | No se emitió el reporte diario.                  | No se emitió el reporte diario.                  |
| 29 jul. 2023                                      | No se emitió el reporte diario.                  | No se emitió el reporte diario.                  | No se emitió el reporte diario.                  | No se emitió el reporte diario.                  |
| 30 jul. 2023                                      | No se emitió el reporte diario.                  | No se emitió el reporte diario.                  | No se emitió el reporte diario.                  | No se emitió el reporte diario.                  |
| 31 jul. 2023                                      | No se emitió el reporte diario.                  | No se emitió el reporte diario.                  | No se emitió el reporte diario.                  | No se emitió el reporte diario.                  |
| 1 ago. 2023                                       | No se emitió el reporte diario.                  | No se emitió el reporte diario.                  | No se emitió el reporte diario.                  | No se emitió el reporte diario.                  |
| 2 ago. 2023                                       | No se emitió el reporte diario.                  | No se emitió el reporte diario.                  | No se emitió el reporte diario.                  | No se emitió el reporte diario.                  |
| 3 ago. 2023                                       | No se emitió el reporte diario.                  | No se emitió el reporte diario.                  | No se emitió el reporte diario.                  | No se emitió el reporte diario.                  |
| 4 ago. 2023                                       | No se emitió el reporte diario.                  | No se emitió el reporte diario.                  | No se emitió el reporte diario.                  | No se emitió el reporte diario.                  |
| 5 ago. 2023                                       | No se emitió el reporte diario.                  | No se emitió el reporte diario.                  | No se emitió el reporte diario.                  | No se emitió el reporte diario.                  |
| 6 ago. 2023                                       | No se emitió el reporte diario.                  | No se emitió el reporte diario.                  | No se emitió el reporte diario.                  | No se emitió el reporte diario.                  |
| 7 ago. 2023                                       | No se emitió el reporte diario.                  | No se emitió el reporte diario.                  | No se emitió el reporte diario.                  | No se emitió el reporte diario.                  |
| 8 ago. 2023                                       | No se emitió el reporte diario.                  | No se emitió el reporte diario.                  | No se emitió el reporte diario.                  | No se emitió el reporte diario.                  |
| 9 ago. 2023                                       | No se emitió el reporte diario.                  | No se emitió el reporte diario.                  | No se emitió el reporte diario.                  | No se emitió el reporte diario.                  |
| 10 ago. 2023                                      | No se emitió el reporte diario.                  | No se emitió el reporte diario.                  | No se emitió el reporte diario.                  | No se emitió el reporte diario.                  |
| 11 ago. 2023                                      | No se emitió el reporte diario.                  | No se emitió el reporte diario.                  | No se emitió el reporte diario.                  | No se emitió el reporte diario.                  |
| 12 ago. 2023                                      | No se emitió el reporte diario.                  | No se emitió el reporte diario.                  | No se emitió el reporte diario.                  | No se emitió el reporte diario.                  |
| 13 ago. 2023                                      | No se emitió el reporte diario.                  | No se emitió el reporte diario.                  | No se emitió el reporte diario.                  | No se emitió el reporte diario.                  |
| 14 ago. 2023                                      | No se emitió el reporte diario.                  | No se emitió el reporte diario.                  | No se emitió el reporte diario.                  | No se emitió el reporte diario.                  |
| 15 ago. 2023                                      | No se emitió el reporte diario.                  | No se emitió el reporte diario.                  | No se emitió el reporte diario.                  | No se emitió el reporte diario.                  |
| 16 ago. 2023                                      | No se emitió el reporte diario.                  | No se emitió el reporte diario.                  | No se emitió el reporte diario.                  | No se emitió el reporte diario.                  |
| 17 ago. 2023                                      | No se emitió el reporte diario.                  | No se emitió el reporte diario.                  | No se emitió el reporte diario.                  | No se emitió el reporte diario.                  |
| 18 ago. 2023                                      | No se emitió el reporte diario.                  | No se emitió el reporte diario.                  | No se emitió el reporte diario.                  | No se emitió el reporte diario.                  |
| 19 ago. 2023                                      | No se emitió el reporte diario.                  | No se emitió el reporte diario.                  | No se emitió el reporte diario.                  | No se emitió el reporte diario.                  |
| 20 ago. 2023                                      | No se emitió el reporte diario.                  | No se emitió el reporte diario.                  | No se emitió el reporte diario.                  | No se emitió el reporte diario.                  |
| 21 ago. 2023                                      | No se emitió el reporte diario.                  | No se emitió el reporte diario.                  | No se emitió el reporte diario.                  | No se emitió el reporte diario.                  |
| 22 ago. 2023                                      | No se emitió el reporte diario.                  | No se emitió el reporte diario.                  | No se emitió el reporte diario.                  | No se emitió el reporte diario.                  |
| 23 ago. 2023                                      | No se emitió el reporte diario.                  | No se emitió el reporte diario.                  | No se emitió el reporte diario.                  | No se emitió el reporte diario.                  |
| 24 ago. 2023                                      | No se emitió el reporte diario.                  | No se emitió el reporte diario.                  | No se emitió el reporte diario.                  | No se emitió el reporte diario.                  |
| 25 ago. 2023                                      | No se emitió el reporte diario.                  | No se emitió el reporte diario.                  | No se emitió el reporte diario.                  | No se emitió el reporte diario.                  |
| 26 ago. 2023                                      | No se emitió el reporte diario.                  | No se emitió el reporte diario.                  | No se emitió el reporte diario.                  | No se emitió el reporte diario.                  |
| 27 ago. 2023                                      | No se emitió el reporte diario.                  | No se emitió el reporte diario.                  | No se emitió el reporte diario.                  | No se emitió el reporte diario.                  |
| 28 ago. 2023                                      | No se emitió el reporte diario.                  | No se emitió el reporte diario.                  | No se emitió el reporte diario.                  | No se emitió el reporte diario.                  |
| 29 ago. 2023                                      | No se emitió el reporte diario.                  | No se emitió el reporte diario.                  | No se emitió el reporte diario.                  | No se emitió el reporte diario.                  |
| 30 ago. 2023                                      | No se emitió el reporte diario.                  | No se emitió el reporte diario.                  | No se emitió el reporte diario.                  | No se emitió el reporte diario.                  |
| 31 ago. 2023                                      | No se emitió el reporte diario.                  | No se emitió el reporte diario.                  | No se emitió el reporte diario.                  | No se emitió el reporte diario.                  |
| 1 sep. 2023                                       | No se emitió el reporte diario.                  | No se emitió el reporte diario.                  | No se emitió el reporte diario.                  | No se emitió el reporte diario.                  |
| 2 sep. 2023                                       | No se emitió el reporte diario.                  | No se emitió el reporte diario.                  | No se emitió el reporte diario.                  | No se emitió el reporte diario.                  |
| 3 sep. 2023                                       | No se emitió el reporte diario.                  | No se emitió el reporte diario.                  | No se emitió el reporte diario.                  | No se emitió el reporte diario.                  |
| 4 sep. 2023                                       | No se emitió el reporte diario.                  | No se emitió el reporte diario.                  | No se emitió el reporte diario.                  | No se emitió el reporte diario.                  |
| 5 sep. 2023                                       | No se emitió el reporte diario.                  | No se emitió el reporte diario.                  | No se emitió el reporte diario.                  | No se emitió el reporte diario.                  |
| 6 sep. 2023                                       | No se emitió el reporte diario.                  | No se emitió el reporte diario.                  | No se emitió el reporte diario.                  | No se emitió el reporte diario.                  |
| 7 sep. 2023                                       | No se emitió el reporte diario.                  | No se emitió el reporte diario.                  | No se emitió el reporte diario.                  | No se emitió el reporte diario.                  |
| 8 sep. 2023                                       | No se emitió el reporte diario.                  | No se emitió el reporte diario.                  | No se emitió el reporte diario.                  | No se emitió el reporte diario.                  |
| 9 sep. 2023                                       | No se emitió el reporte diario.                  | No se emitió el reporte diario.                  | No se emitió el reporte diario.                  | No se emitió el reporte diario.                  |
| 10 sep. 2023                                      | No se emitió el reporte diario.                  | No se emitió el reporte diario.                  | No se emitió el reporte diario.                  | No se emitió el reporte diario.                  |
| 11 sep. 2023                                      | No se emitió el reporte diario.                  | No se emitió el reporte diario.                  | No se emitió el reporte diario.                  | No se emitió el reporte diario.                  |
| 12 sep. 2023                                      | No se emitió el reporte diario.                  | No se emitió el reporte diario.                  | No se emitió el reporte diario.                  | No se emitió el reporte diario.                  |
| 13 sep. 2023                                      | No se emitió el reporte diario.                  | No se emitió el reporte diario.                  | No se emitió el reporte diario.                  | No se emitió el reporte diario.                  |
| 14 sep. 2023                                      | No se emitió el reporte diario.                  | No se emitió el reporte diario.                  | No se emitió el reporte diario.                  | No se emitió el reporte diario.                  |
| 15 sep. 2023                                      | No se emitió el reporte diario.                  | No se emitió el reporte diario.                  | No se emitió el reporte diario.                  | No se emitió el reporte diario.                  |
| 16 sep. 2023                                      | No se emitió el reporte diario.                  | No se emitió el reporte diario.                  | No se emitió el reporte diario.                  | No se emitió el reporte diario.                  |
| 17 sep. 2023                                      | No se emitió el reporte diario.                  | No se emitió el reporte diario.                  | No se emitió el reporte diario.                  | No se emitió el reporte diario.                  |
| 18 sep. 2023                                      | No se emitió el reporte diario.                  | No se emitió el reporte diario.                  | No se emitió el reporte diario.                  | No se emitió el reporte diario.                  |
| 19 sep. 2023                                      | No se emitió el reporte diario.                  | No se emitió el reporte diario.                  | No se emitió el reporte diario.                  | No se emitió el reporte diario.                  |
| 20 sep. 2023                                      | No se emitió el reporte diario.                  | No se emitió el reporte diario.                  | No se emitió el reporte diario.                  | No se emitió el reporte diario.                  |
| 21 sep. 2023                                      | No se emitió el reporte diario.                  | No se emitió el reporte diario.                  | No se emitió el reporte diario.                  | No se emitió el reporte diario.                  |
| 22 sep. 2023                                      | No se emitió el reporte diario.                  | No se emitió el reporte diario.                  | No se emitió el reporte diario.                  | No se emitió el reporte diario.                  |
| 23 sep. 2023                                      | No se emitió el reporte diario.                  | No se emitió el reporte diario.                  | No se emitió el reporte diario.                  | No se emitió el reporte diario.                  |
| 24 sep. 2023                                      | 3829                                             |                                                  | 20                                               | [ 160 ]                                          |
| 25 sep. 2023                                      | No se emitió el reporte diario.                  | No se emitió el reporte diario.                  | No se emitió el reporte diario.                  | No se emitió el reporte diario.                  |
| 26 sep. 2023                                      | No se emitió el reporte diario.                  | No se emitió el reporte diario.                  | No se emitió el reporte diario.                  | No se emitió el reporte diario.                  |
| 27 sep. 2023                                      | No se emitió el reporte diario.                  | No se emitió el reporte diario.                  | No se emitió el reporte diario.                  | No se emitió el reporte diario.                  |
| 28 sep. 2023                                      | No se emitió el reporte diario.                  | No se emitió el reporte diario.                  | No se emitió el reporte diario.                  | No se emitió el reporte diario.                  |
| 29 sep. 2023                                      | No se emitió el reporte diario.                  | No se emitió el reporte diario.                  | No se emitió el reporte diario.                  | No se emitió el reporte diario.                  |
| 30 sep. 2023                                      | No se emitió el reporte diario.                  | No se emitió el reporte diario.                  | No se emitió el reporte diario.                  | No se emitió el reporte diario.                  |
| 1 oct. 2023                                       | No se emitió el reporte diario.                  | No se emitió el reporte diario.                  | No se emitió el reporte diario.                  | No se emitió el reporte diario.                  |
| 2 oct. 2023                                       | No se emitió el reporte diario.                  | No se emitió el reporte diario.                  | No se emitió el reporte diario.                  | No se emitió el reporte diario.                  |
| 3 oct. 2023                                       | No se emitió el reporte diario.                  | No se emitió el reporte diario.                  | No se emitió el reporte diario.                  | No se emitió el reporte diario.                  |
| 4 oct. 2023                                       | No se emitió el reporte diario.                  | No se emitió el reporte diario.                  | No se emitió el reporte diario.                  | No se emitió el reporte diario.                  |
| 5 oct. 2023                                       | No se emitió el reporte diario.                  | No se emitió el reporte diario.                  | No se emitió el reporte diario.                  | No se emitió el reporte diario.                  |
| 6 oct. 2023                                       | No se emitió el reporte diario.                  | No se emitió el reporte diario.                  | No se emitió el reporte diario.                  | No se emitió el reporte diario.                  |
| 7 oct. 2023                                       | No se emitió el reporte diario.                  | No se emitió el reporte diario.                  | No se emitió el reporte diario.                  | No se emitió el reporte diario.                  |
| 8 oct. 2023                                       | No se emitió el reporte diario.                  | No se emitió el reporte diario.                  | No se emitió el reporte diario.                  | No se emitió el reporte diario.                  |
| 9 oct. 2023                                       | No se emitió el reporte diario.                  | No se emitió el reporte diario.                  | No se emitió el reporte diario.                  | No se emitió el reporte diario.                  |
| 10 oct. 2023                                      | No se emitió el reporte diario.                  | No se emitió el reporte diario.                  | No se emitió el reporte diario.                  | No se emitió el reporte diario.                  |
| 11 oct. 2023                                      | No se emitió el reporte diario.                  | No se emitió el reporte diario.                  | No se emitió el reporte diario.                  | No se emitió el reporte diario.                  |
| 12 oct. 2023                                      | No se emitió el reporte diario.                  | No se emitió el reporte diario.                  | No se emitió el reporte diario.                  | No se emitió el reporte diario.                  |
| 13 oct. 2023                                      | No se emitió el reporte diario.                  | No se emitió el reporte diario.                  | No se emitió el reporte diario.                  | No se emitió el reporte diario.                  |
| 14 oct. 2023                                      | No se emitió el reporte diario.                  | No se emitió el reporte diario.                  | No se emitió el reporte diario.                  | No se emitió el reporte diario.                  |
| 15 oct. 2023                                      | No se emitió el reporte diario.                  | No se emitió el reporte diario.                  | No se emitió el reporte diario.                  | No se emitió el reporte diario.                  |
| 16 oct. 2023                                      | No se emitió el reporte diario.                  | No se emitió el reporte diario.                  | No se emitió el reporte diario.                  | No se emitió el reporte diario.                  |
| 17 oct. 2023                                      | No se emitió el reporte diario.                  | No se emitió el reporte diario.                  | No se emitió el reporte diario.                  | No se emitió el reporte diario.                  |
| 18 oct. 2023                                      | No se emitió el reporte diario.                  | No se emitió el reporte diario.                  | No se emitió el reporte diario.                  | No se emitió el reporte diario.                  |
| 19 oct. 2023                                      | No se emitió el reporte diario.                  | No se emitió el reporte diario.                  | No se emitió el reporte diario.                  | No se emitió el reporte diario.                  |
| 20 oct. 2023                                      | No se emitió el reporte diario.                  | No se emitió el reporte diario.                  | No se emitió el reporte diario.                  | No se emitió el reporte diario.                  |
| 21 oct. 2023                                      | No se emitió el reporte diario.                  | No se emitió el reporte diario.                  | No se emitió el reporte diario.                  | No se emitió el reporte diario.                  |
| 22 oct. 2023                                      | No se emitió el reporte diario.                  | No se emitió el reporte diario.                  | No se emitió el reporte diario.                  | No se emitió el reporte diario.                  |
| 23 oct. 2023                                      | No se emitió el reporte diario.                  | No se emitió el reporte diario.                  | No se emitió el reporte diario.                  | No se emitió el reporte diario.                  |
| 24 oct. 2023                                      | No se emitió el reporte diario.                  | No se emitió el reporte diario.                  | No se emitió el reporte diario.                  | No se emitió el reporte diario.                  |
| 25 oct. 2023                                      | No se emitió el reporte diario.                  | No se emitió el reporte diario.                  | No se emitió el reporte diario.                  | No se emitió el reporte diario.                  |
| 26 oct. 2023                                      | No se emitió el reporte diario.                  | No se emitió el reporte diario.                  | No se emitió el reporte diario.                  | No se emitió el reporte diario.                  |
| 27 oct. 2023                                      | No se emitió el reporte diario.                  | No se emitió el reporte diario.                  | No se emitió el reporte diario.                  | No se emitió el reporte diario.                  |
| 28 oct. 2023                                      | No se emitió el reporte diario.                  | No se emitió el reporte diario.                  | No se emitió el reporte diario.                  | No se emitió el reporte diario.                  |
| 29 oct. 2023                                      | No se emitió el reporte diario.                  | No se emitió el reporte diario.                  | No se emitió el reporte diario.                  | No se emitió el reporte diario.                  |
| 30 oct. 2023                                      | No se emitió el reporte diario.                  | No se emitió el reporte diario.                  | No se emitió el reporte diario.                  | No se emitió el reporte diario.                  |
| 31 oct. 2023                                      | No se emitió el reporte diario.                  | No se emitió el reporte diario.                  | No se emitió el reporte diario.                  | No se emitió el reporte diario.                  |
| 1 nov. 2023                                       | No se emitió el reporte diario.                  | No se emitió el reporte diario.                  | No se emitió el reporte diario.                  | No se emitió el reporte diario.                  |
| 2 nov. 2023                                       | No se emitió el reporte diario.                  | No se emitió el reporte diario.                  | No se emitió el reporte diario.                  | No se emitió el reporte diario.                  |
| 3 nov. 2023                                       | No se emitió el reporte diario.                  | No se emitió el reporte diario.                  | No se emitió el reporte diario.                  | No se emitió el reporte diario.                  |
| 4 nov. 2023                                       | No se emitió el reporte diario.                  | No se emitió el reporte diario.                  | No se emitió el reporte diario.                  | No se emitió el reporte diario.                  |
| 5 nov. 2023                                       | No se emitió el reporte diario.                  | No se emitió el reporte diario.                  | No se emitió el reporte diario.                  | No se emitió el reporte diario.                  |
| 6 nov. 2023                                       | No se emitió el reporte diario.                  | No se emitió el reporte diario.                  | No se emitió el reporte diario.                  | No se emitió el reporte diario.                  |
| 7 nov. 2023                                       | No se emitió el reporte diario.                  | No se emitió el reporte diario.                  | No se emitió el reporte diario.                  | No se emitió el reporte diario.                  |
| 8 nov. 2023                                       | No se emitió el reporte diario.                  | No se emitió el reporte diario.                  | No se emitió el reporte diario.                  | No se emitió el reporte diario.                  |
| 9 nov. 2023                                       | No se emitió el reporte diario.                  | No se emitió el reporte diario.                  | No se emitió el reporte diario.                  | No se emitió el reporte diario.                  |
| 10 nov. 2023                                      | No se emitió el reporte diario.                  | No se emitió el reporte diario.                  | No se emitió el reporte diario.                  | No se emitió el reporte diario.                  |
| 11 nov. 2023                                      | No se emitió el reporte diario.                  | No se emitió el reporte diario.                  | No se emitió el reporte diario.                  | No se emitió el reporte diario.                  |
| 12 nov. 2023                                      | No se emitió el reporte diario.                  | No se emitió el reporte diario.                  | No se emitió el reporte diario.                  | No se emitió el reporte diario.                  |
| 13 nov. 2023                                      | No se emitió el reporte diario.                  | No se emitió el reporte diario.                  | No se emitió el reporte diario.                  | No se emitió el reporte diario.                  |
| 14 nov. 2023                                      | No se emitió el reporte diario.                  | No se emitió el reporte diario.                  | No se emitió el reporte diario.                  | No se emitió el reporte diario.                  |
| 15 nov. 2023                                      | No se emitió el reporte diario.                  | No se emitió el reporte diario.                  | No se emitió el reporte diario.                  | No se emitió el reporte diario.                  |
| 16 nov. 2023                                      | No se emitió el reporte diario.                  | No se emitió el reporte diario.                  | No se emitió el reporte diario.                  | No se emitió el reporte diario.                  |
| 17 nov. 2023                                      | No se emitió el reporte diario.                  | No se emitió el reporte diario.                  | No se emitió el reporte diario.                  | No se emitió el reporte diario.                  |
| 18 nov. 2023                                      | No se emitió el reporte diario.                  | No se emitió el reporte diario.                  | No se emitió el reporte diario.                  | No se emitió el reporte diario.                  |
| 19 nov. 2023                                      | 3844                                             |                                                  | 20                                               |                                                  |
| 20 nov. 2023                                      | Próximo reporte mensual previsto (19 dic. 2023). | Próximo reporte mensual previsto (19 dic. 2023). | Próximo reporte mensual previsto (19 dic. 2023). | Próximo reporte mensual previsto (19 dic. 2023). |
| 21 nov. 2023                                      | No corresponde emisión de reporte mensual.       | No corresponde emisión de reporte mensual.       | No corresponde emisión de reporte mensual.       | No corresponde emisión de reporte mensual.       |
| 22 nov. 2023                                      | No corresponde emisión de reporte mensual.       | No corresponde emisión de reporte mensual.       | No corresponde emisión de reporte mensual.       | No corresponde emisión de reporte mensual.       |
| 23 nov. 2023                                      | No corresponde emisión de reporte mensual.       | No corresponde emisión de reporte mensual.       | No corresponde emisión de reporte mensual.       | No corresponde emisión de reporte mensual.       |
| 24 nov. 2023                                      | No corresponde emisión de reporte mensual.       | No corresponde emisión de reporte mensual.       | No corresponde emisión de reporte mensual.       | No corresponde emisión de reporte mensual.       |
| 25 nov. 2023                                      | No corresponde emisión de reporte mensual.       | No corresponde emisión de reporte mensual.       | No corresponde emisión de reporte mensual.       | No corresponde emisión de reporte mensual.       |
| 26 nov. 2023                                      | No corresponde emisión de reporte mensual.       | No corresponde emisión de reporte mensual.       | No corresponde emisión de reporte mensual.       | No corresponde emisión de reporte mensual.       |
| 27 nov. 2023                                      | No corresponde emisión de reporte mensual.       | No corresponde emisión de reporte mensual.       | No corresponde emisión de reporte mensual.       | No corresponde emisión de reporte mensual.       |
| 28 nov. 2023                                      | No corresponde emisión de reporte mensual.       | No corresponde emisión de reporte mensual.       | No corresponde emisión de reporte mensual.       | No corresponde emisión de reporte mensual.       |
| 29 nov. 2023                                      | No corresponde emisión de reporte mensual.       | No corresponde emisión de reporte mensual.       | No corresponde emisión de reporte mensual.       | No corresponde emisión de reporte mensual.       |
| 30 nov. 2023                                      | 3849                                             |                                                  | 20                                               | [ 3 ]                                            |
| 1 dic. 2023                                       | No corresponde emisión de reporte mensual.       | No corresponde emisión de reporte mensual.       | No corresponde emisión de reporte mensual.       | No corresponde emisión de reporte mensual.       |
| 2 dic. 2023                                       | No corresponde emisión de reporte mensual.       | No corresponde emisión de reporte mensual.       | No corresponde emisión de reporte mensual.       | No corresponde emisión de reporte mensual.       |
| 3 dic. 2023                                       | No corresponde emisión de reporte mensual.       | No corresponde emisión de reporte mensual.       | No corresponde emisión de reporte mensual.       | No corresponde emisión de reporte mensual.       |
| 4 dic. 2023                                       | No corresponde emisión de reporte mensual.       | No corresponde emisión de reporte mensual.       | No corresponde emisión de reporte mensual.       | No corresponde emisión de reporte mensual.       |
| 5 dic. 2023                                       | No corresponde emisión de reporte mensual.       | No corresponde emisión de reporte mensual.       | No corresponde emisión de reporte mensual.       | No corresponde emisión de reporte mensual.       |
| 6 dic. 2023                                       | No corresponde emisión de reporte mensual.       | No corresponde emisión de reporte mensual.       | No corresponde emisión de reporte mensual.       | No corresponde emisión de reporte mensual.       |
| 7 dic. 2023                                       | No corresponde emisión de reporte mensual.       | No corresponde emisión de reporte mensual.       | No corresponde emisión de reporte mensual.       | No corresponde emisión de reporte mensual.       |
| 8 dic. 2023                                       | No corresponde emisión de reporte mensual.       | No corresponde emisión de reporte mensual.       | No corresponde emisión de reporte mensual.       | No corresponde emisión de reporte mensual.       |
| 9 dic. 2023                                       | No corresponde emisión de reporte mensual.       | No corresponde emisión de reporte mensual.       | No corresponde emisión de reporte mensual.       | No corresponde emisión de reporte mensual.       |
| 10 dic. 2023                                      | No corresponde emisión de reporte mensual.       | No corresponde emisión de reporte mensual.       | No corresponde emisión de reporte mensual.       | No corresponde emisión de reporte mensual.       |
| 11 dic. 2023                                      | No corresponde emisión de reporte mensual.       | No corresponde emisión de reporte mensual.       | No corresponde emisión de reporte mensual.       | No corresponde emisión de reporte mensual.       |
| 12 dic. 2023                                      | No corresponde emisión de reporte mensual.       | No corresponde emisión de reporte mensual.       | No corresponde emisión de reporte mensual.       | No corresponde emisión de reporte mensual.       |
| 13 dic. 2023                                      | No corresponde emisión de reporte mensual.       | No corresponde emisión de reporte mensual.       | No corresponde emisión de reporte mensual.       | No corresponde emisión de reporte mensual.       |
| 14 dic. 2023                                      | No corresponde emisión de reporte mensual.       | No corresponde emisión de reporte mensual.       | No corresponde emisión de reporte mensual.       | No corresponde emisión de reporte mensual.       |
| 15 dic. 2023                                      | No corresponde emisión de reporte mensual.       | No corresponde emisión de reporte mensual.       | No corresponde emisión de reporte mensual.       | No corresponde emisión de reporte mensual.       |
| 16 dic. 2023                                      | No corresponde emisión de reporte mensual.       | No corresponde emisión de reporte mensual.       | No corresponde emisión de reporte mensual.       | No corresponde emisión de reporte mensual.       |
| 17 dic. 2023                                      | No corresponde emisión de reporte mensual.       | No corresponde emisión de reporte mensual.       | No corresponde emisión de reporte mensual.       | No corresponde emisión de reporte mensual.       |
| 18 dic. 2023                                      | No corresponde emisión de reporte mensual.       | No corresponde emisión de reporte mensual.       | No corresponde emisión de reporte mensual.       | No corresponde emisión de reporte mensual.       |
| 19 dic. 2023                                      | No corresponde emisión de reporte mensual.       | No corresponde emisión de reporte mensual.       | No corresponde emisión de reporte mensual.       | No corresponde emisión de reporte mensual.       |
| 20 dic. 2023                                      | No corresponde emisión de reporte mensual.       | No corresponde emisión de reporte mensual.       | No corresponde emisión de reporte mensual.       | No corresponde emisión de reporte mensual.       |
| 21 dic. 2023                                      | No corresponde emisión de reporte mensual.       | No corresponde emisión de reporte mensual.       | No corresponde emisión de reporte mensual.       | No corresponde emisión de reporte mensual.       |
| 22 dic. 2023                                      | No corresponde emisión de reporte mensual.       | No corresponde emisión de reporte mensual.       | No corresponde emisión de reporte mensual.       | No corresponde emisión de reporte mensual.       |
| 23 dic. 2023                                      | No corresponde emisión de reporte mensual.       | No corresponde emisión de reporte mensual.       | No corresponde emisión de reporte mensual.       | No corresponde emisión de reporte mensual.       |
| 24 dic. 2023                                      | No corresponde emisión de reporte mensual.       | No corresponde emisión de reporte mensual.       | No corresponde emisión de reporte mensual.       | No corresponde emisión de reporte mensual.       |
| 25 dic. 2023                                      | No corresponde emisión de reporte mensual.       | No corresponde emisión de reporte mensual.       | No corresponde emisión de reporte mensual.       | No corresponde emisión de reporte mensual.       |
| 26 dic. 2023                                      | No corresponde emisión de reporte mensual.       | No corresponde emisión de reporte mensual.       | No corresponde emisión de reporte mensual.       | No corresponde emisión de reporte mensual.       |
| 27 dic. 2023                                      | No corresponde emisión de reporte mensual.       | No corresponde emisión de reporte mensual.       | No corresponde emisión de reporte mensual.       | No corresponde emisión de reporte mensual.       |
| 28 dic. 2023                                      | No corresponde emisión de reporte mensual.       | No corresponde emisión de reporte mensual.       | No corresponde emisión de reporte mensual.       | No corresponde emisión de reporte mensual.       |
| 29 dic. 2023                                      | No corresponde emisión de reporte mensual.       | No corresponde emisión de reporte mensual.       | No corresponde emisión de reporte mensual.       | No corresponde emisión de reporte mensual.       |
| 30 dic. 2023                                      | No corresponde emisión de reporte mensual.       | No corresponde emisión de reporte mensual.       | No corresponde emisión de reporte mensual.       | No corresponde emisión de reporte mensual.       |
| 31 dic. 2023                                      | No corresponde emisión de reporte mensual.       | No corresponde emisión de reporte mensual.       | No corresponde emisión de reporte mensual.       | No corresponde emisión de reporte mensual.       |
| 2024                                              |                                                  |                                                  |                                                  |                                                  |
| 1 ene. 2024                                       | No corresponde emisión de reporte mensual.       | No corresponde emisión de reporte mensual.       | No corresponde emisión de reporte mensual.       | No corresponde emisión de reporte mensual.       |
| 2 ene. 2024                                       | No corresponde emisión de reporte mensual.       | No corresponde emisión de reporte mensual.       | No corresponde emisión de reporte mensual.       | No corresponde emisión de reporte mensual.       |
| 3 ene. 2024                                       | 3859                                             |                                                  |                                                  |                                                  |
| 4 ene. 2024                                       | No corresponde emisión de reporte mensual.       | No corresponde emisión de reporte mensual.       | No corresponde emisión de reporte mensual.       | No corresponde emisión de reporte mensual.       |
| 5 ene. 2024                                       | No corresponde emisión de reporte mensual.       | No corresponde emisión de reporte mensual.       | No corresponde emisión de reporte mensual.       | No corresponde emisión de reporte mensual.       |
| 6 ene. 2024                                       | No corresponde emisión de reporte mensual.       | No corresponde emisión de reporte mensual.       | No corresponde emisión de reporte mensual.       | No corresponde emisión de reporte mensual.       |
| 7 ene. 2024                                       | No corresponde emisión de reporte mensual.       | No corresponde emisión de reporte mensual.       | No corresponde emisión de reporte mensual.       | No corresponde emisión de reporte mensual.       |
| 8 ene. 2024                                       | No corresponde emisión de reporte mensual.       | No corresponde emisión de reporte mensual.       | No corresponde emisión de reporte mensual.       | No corresponde emisión de reporte mensual.       |
| 9 ene. 2024                                       | No corresponde emisión de reporte mensual.       | No corresponde emisión de reporte mensual.       | No corresponde emisión de reporte mensual.       | No corresponde emisión de reporte mensual.       |
| 10 ene. 2024                                      | No corresponde emisión de reporte mensual.       | No corresponde emisión de reporte mensual.       | No corresponde emisión de reporte mensual.       | No corresponde emisión de reporte mensual.       |
| 11 ene. 2024                                      | No corresponde emisión de reporte mensual.       | No corresponde emisión de reporte mensual.       | No corresponde emisión de reporte mensual.       | No corresponde emisión de reporte mensual.       |
| 12 ene. 2024                                      | No corresponde emisión de reporte mensual.       | No corresponde emisión de reporte mensual.       | No corresponde emisión de reporte mensual.       | No corresponde emisión de reporte mensual.       |
| 13 ene. 2024                                      | No corresponde emisión de reporte mensual.       | No corresponde emisión de reporte mensual.       | No corresponde emisión de reporte mensual.       | No corresponde emisión de reporte mensual.       |
| 14 ene. 2024                                      | No corresponde emisión de reporte mensual.       | No corresponde emisión de reporte mensual.       | No corresponde emisión de reporte mensual.       | No corresponde emisión de reporte mensual.       |
| 15 ene. 2024                                      | No corresponde emisión de reporte mensual.       | No corresponde emisión de reporte mensual.       | No corresponde emisión de reporte mensual.       | No corresponde emisión de reporte mensual.       |
| 16 ene. 2024                                      | No corresponde emisión de reporte mensual.       | No corresponde emisión de reporte mensual.       | No corresponde emisión de reporte mensual.       | No corresponde emisión de reporte mensual.       |
| 17 ene. 2024                                      | No corresponde emisión de reporte mensual.       | No corresponde emisión de reporte mensual.       | No corresponde emisión de reporte mensual.       | No corresponde emisión de reporte mensual.       |
| 18 ene. 2024                                      | No corresponde emisión de reporte mensual.       | No corresponde emisión de reporte mensual.       | No corresponde emisión de reporte mensual.       | No corresponde emisión de reporte mensual.       |
| 19 ene. 2024                                      | No corresponde emisión de reporte mensual.       | No corresponde emisión de reporte mensual.       | No corresponde emisión de reporte mensual.       | No corresponde emisión de reporte mensual.       |
| 20 ene. 2024                                      | No corresponde emisión de reporte mensual.       | No corresponde emisión de reporte mensual.       | No corresponde emisión de reporte mensual.       | No corresponde emisión de reporte mensual.       |
| 21 ene. 2024                                      | No corresponde emisión de reporte mensual.       | No corresponde emisión de reporte mensual.       | No corresponde emisión de reporte mensual.       | No corresponde emisión de reporte mensual.       |
| 22 ene. 2024                                      | No corresponde emisión de reporte mensual.       | No corresponde emisión de reporte mensual.       | No corresponde emisión de reporte mensual.       | No corresponde emisión de reporte mensual.       |
| 23 ene. 2024                                      | No corresponde emisión de reporte mensual.       | No corresponde emisión de reporte mensual.       | No corresponde emisión de reporte mensual.       | No corresponde emisión de reporte mensual.       |
| 24 ene. 2024                                      | No corresponde emisión de reporte mensual.       | No corresponde emisión de reporte mensual.       | No corresponde emisión de reporte mensual.       | No corresponde emisión de reporte mensual.       |
| 25 ene. 2024                                      | No corresponde emisión de reporte mensual.       | No corresponde emisión de reporte mensual.       | No corresponde emisión de reporte mensual.       | No corresponde emisión de reporte mensual.       |
| 26 ene. 2024                                      | No corresponde emisión de reporte mensual.       | No corresponde emisión de reporte mensual.       | No corresponde emisión de reporte mensual.       | No corresponde emisión de reporte mensual.       |
| 27 ene. 2024                                      | No corresponde emisión de reporte mensual.       | No corresponde emisión de reporte mensual.       | No corresponde emisión de reporte mensual.       | No corresponde emisión de reporte mensual.       |
| 28 ene. 2024                                      | No corresponde emisión de reporte mensual.       | No corresponde emisión de reporte mensual.       | No corresponde emisión de reporte mensual.       | No corresponde emisión de reporte mensual.       |
| 29 ene. 2024                                      | No corresponde emisión de reporte mensual.       | No corresponde emisión de reporte mensual.       | No corresponde emisión de reporte mensual.       | No corresponde emisión de reporte mensual.       |
| 30 ene. 2024                                      | No corresponde emisión de reporte mensual.       | No corresponde emisión de reporte mensual.       | No corresponde emisión de reporte mensual.       | No corresponde emisión de reporte mensual.       |
| 31 ene. 2024                                      | 3869                                             |                                                  |                                                  |                                                  |
| 1 feb. 2024                                       | No corresponde emisión de reporte mensual.       | No corresponde emisión de reporte mensual.       | No corresponde emisión de reporte mensual.       | No corresponde emisión de reporte mensual.       |
| 2 feb. 2024                                       | No corresponde emisión de reporte mensual.       | No corresponde emisión de reporte mensual.       | No corresponde emisión de reporte mensual.       | No corresponde emisión de reporte mensual.       |
| 3 feb. 2024                                       | No corresponde emisión de reporte mensual.       | No corresponde emisión de reporte mensual.       | No corresponde emisión de reporte mensual.       | No corresponde emisión de reporte mensual.       |
| 4 feb. 2024                                       | No corresponde emisión de reporte mensual.       | No corresponde emisión de reporte mensual.       | No corresponde emisión de reporte mensual.       | No corresponde emisión de reporte mensual.       |
| 5 feb. 2024                                       | No corresponde emisión de reporte mensual.       | No corresponde emisión de reporte mensual.       | No corresponde emisión de reporte mensual.       | No corresponde emisión de reporte mensual.       |
| 6 feb. 2024                                       | No corresponde emisión de reporte mensual.       | No corresponde emisión de reporte mensual.       | No corresponde emisión de reporte mensual.       | No corresponde emisión de reporte mensual.       |
| 7 feb. 2024                                       | No corresponde emisión de reporte mensual.       | No corresponde emisión de reporte mensual.       | No corresponde emisión de reporte mensual.       | No corresponde emisión de reporte mensual.       |
| 8 feb. 2024                                       | No corresponde emisión de reporte mensual.       | No corresponde emisión de reporte mensual.       | No corresponde emisión de reporte mensual.       | No corresponde emisión de reporte mensual.       |
| 9 feb. 2024                                       | No corresponde emisión de reporte mensual.       | No corresponde emisión de reporte mensual.       | No corresponde emisión de reporte mensual.       | No corresponde emisión de reporte mensual.       |
| 10 feb. 2024                                      | No corresponde emisión de reporte mensual.       | No corresponde emisión de reporte mensual.       | No corresponde emisión de reporte mensual.       | No corresponde emisión de reporte mensual.       |
| 11 feb. 2024                                      | No corresponde emisión de reporte mensual.       | No corresponde emisión de reporte mensual.       | No corresponde emisión de reporte mensual.       | No corresponde emisión de reporte mensual.       |
| 12 feb. 2024                                      | No corresponde emisión de reporte mensual.       | No corresponde emisión de reporte mensual.       | No corresponde emisión de reporte mensual.       | No corresponde emisión de reporte mensual.       |
| 13 feb. 2024                                      | No corresponde emisión de reporte mensual.       | No corresponde emisión de reporte mensual.       | No corresponde emisión de reporte mensual.       | No corresponde emisión de reporte mensual.       |
| 14 feb. 2024                                      | No corresponde emisión de reporte mensual.       | No corresponde emisión de reporte mensual.       | No corresponde emisión de reporte mensual.       | No corresponde emisión de reporte mensual.       |
| 15 feb. 2024                                      | No corresponde emisión de reporte mensual.       | No corresponde emisión de reporte mensual.       | No corresponde emisión de reporte mensual.       | No corresponde emisión de reporte mensual.       |
| 16 feb. 2024                                      | No corresponde emisión de reporte mensual.       | No corresponde emisión de reporte mensual.       | No corresponde emisión de reporte mensual.       | No corresponde emisión de reporte mensual.       |
| 17 feb. 2024                                      | No corresponde emisión de reporte mensual.       | No corresponde emisión de reporte mensual.       | No corresponde emisión de reporte mensual.       | No corresponde emisión de reporte mensual.       |
| 18 feb. 2024                                      | No corresponde emisión de reporte mensual.       | No corresponde emisión de reporte mensual.       | No corresponde emisión de reporte mensual.       | No corresponde emisión de reporte mensual.       |
| 19 feb. 2024                                      | No corresponde emisión de reporte mensual.       | No corresponde emisión de reporte mensual.       | No corresponde emisión de reporte mensual.       | No corresponde emisión de reporte mensual.       |
| 20 feb. 2024                                      | No corresponde emisión de reporte mensual.       | No corresponde emisión de reporte mensual.       | No corresponde emisión de reporte mensual.       | No corresponde emisión de reporte mensual.       |
| 21 feb. 2024                                      | No corresponde emisión de reporte mensual.       | No corresponde emisión de reporte mensual.       | No corresponde emisión de reporte mensual.       | No corresponde emisión de reporte mensual.       |
| 22 feb. 2024                                      | No corresponde emisión de reporte mensual.       | No corresponde emisión de reporte mensual.       | No corresponde emisión de reporte mensual.       | No corresponde emisión de reporte mensual.       |
| 23 feb. 2024                                      | No corresponde emisión de reporte mensual.       | No corresponde emisión de reporte mensual.       | No corresponde emisión de reporte mensual.       | No corresponde emisión de reporte mensual.       |
| 24 feb. 2024                                      | No corresponde emisión de reporte mensual.       | No corresponde emisión de reporte mensual.       | No corresponde emisión de reporte mensual.       | No corresponde emisión de reporte mensual.       |
| 25 feb. 2024                                      | No corresponde emisión de reporte mensual.       | No corresponde emisión de reporte mensual.       | No corresponde emisión de reporte mensual.       | No corresponde emisión de reporte mensual.       |
| 26 feb. 2024                                      | No corresponde emisión de reporte mensual.       | No corresponde emisión de reporte mensual.       | No corresponde emisión de reporte mensual.       | No corresponde emisión de reporte mensual.       |
| 27 feb. 2024                                      | No corresponde emisión de reporte mensual.       | No corresponde emisión de reporte mensual.       | No corresponde emisión de reporte mensual.       | No corresponde emisión de reporte mensual.       |
| 28 feb. 2024                                      | No corresponde emisión de reporte mensual.       | No corresponde emisión de reporte mensual.       | No corresponde emisión de reporte mensual.       | No corresponde emisión de reporte mensual.       |
| 29 feb. 2024                                      | No corresponde emisión de reporte mensual.       | No corresponde emisión de reporte mensual.       | No corresponde emisión de reporte mensual.       | No corresponde emisión de reporte mensual.       |
| 1 mar. 2024                                       | No corresponde emisión de reporte mensual.       | No corresponde emisión de reporte mensual.       | No corresponde emisión de reporte mensual.       | No corresponde emisión de reporte mensual.       |
| 2 mar. 2024                                       | No corresponde emisión de reporte mensual.       | No corresponde emisión de reporte mensual.       | No corresponde emisión de reporte mensual.       | No corresponde emisión de reporte mensual.       |
| 3 mar. 2024                                       | No corresponde emisión de reporte mensual.       | No corresponde emisión de reporte mensual.       | No corresponde emisión de reporte mensual.       | No corresponde emisión de reporte mensual.       |
| 4 mar. 2024                                       | No corresponde emisión de reporte mensual.       | No corresponde emisión de reporte mensual.       | No corresponde emisión de reporte mensual.       | No corresponde emisión de reporte mensual.       |
| 5 mar. 2024                                       | No corresponde emisión de reporte mensual.       | No corresponde emisión de reporte mensual.       | No corresponde emisión de reporte mensual.       | No corresponde emisión de reporte mensual.       |
| 6 mar. 2024                                       | No corresponde emisión de reporte mensual.       | No corresponde emisión de reporte mensual.       | No corresponde emisión de reporte mensual.       | No corresponde emisión de reporte mensual.       |
| 7 mar. 2024                                       | No corresponde emisión de reporte mensual.       | No corresponde emisión de reporte mensual.       | No corresponde emisión de reporte mensual.       | No corresponde emisión de reporte mensual.       |
| 8 mar. 2024                                       | No corresponde emisión de reporte mensual.       | No corresponde emisión de reporte mensual.       | No corresponde emisión de reporte mensual.       | No corresponde emisión de reporte mensual.       |
| 9 mar. 2024                                       | No corresponde emisión de reporte mensual.       | No corresponde emisión de reporte mensual.       | No corresponde emisión de reporte mensual.       | No corresponde emisión de reporte mensual.       |
| 10 mar. 2024                                      | No corresponde emisión de reporte mensual.       | No corresponde emisión de reporte mensual.       | No corresponde emisión de reporte mensual.       | No corresponde emisión de reporte mensual.       |
| 11 mar. 2024                                      | No corresponde emisión de reporte mensual.       | No corresponde emisión de reporte mensual.       | No corresponde emisión de reporte mensual.       | No corresponde emisión de reporte mensual.       |
| 12 mar. 2024                                      | No corresponde emisión de reporte mensual.       | No corresponde emisión de reporte mensual.       | No corresponde emisión de reporte mensual.       | No corresponde emisión de reporte mensual.       |
| 13 mar. 2024                                      | No corresponde emisión de reporte mensual.       | No corresponde emisión de reporte mensual.       | No corresponde emisión de reporte mensual.       | No corresponde emisión de reporte mensual.       |
| 14 mar. 2024                                      | No corresponde emisión de reporte mensual.       | No corresponde emisión de reporte mensual.       | No corresponde emisión de reporte mensual.       | No corresponde emisión de reporte mensual.       |
| 15 mar. 2024                                      | No corresponde emisión de reporte mensual.       | No corresponde emisión de reporte mensual.       | No corresponde emisión de reporte mensual.       | No corresponde emisión de reporte mensual.       |
| 16 mar. 2024                                      | No corresponde emisión de reporte mensual.       | No corresponde emisión de reporte mensual.       | No corresponde emisión de reporte mensual.       | No corresponde emisión de reporte mensual.       |
| 17 mar. 2024                                      | No corresponde emisión de reporte mensual.       | No corresponde emisión de reporte mensual.       | No corresponde emisión de reporte mensual.       | No corresponde emisión de reporte mensual.       |
| 18 mar. 2024                                      | No corresponde emisión de reporte mensual.       | No corresponde emisión de reporte mensual.       | No corresponde emisión de reporte mensual.       | No corresponde emisión de reporte mensual.       |
| 19 mar. 2024                                      | No corresponde emisión de reporte mensual.       | No corresponde emisión de reporte mensual.       | No corresponde emisión de reporte mensual.       | No corresponde emisión de reporte mensual.       |
| 20 mar. 2024                                      | No corresponde emisión de reporte mensual.       | No corresponde emisión de reporte mensual.       | No corresponde emisión de reporte mensual.       | No corresponde emisión de reporte mensual.       |
| 21 mar. 2024                                      | No corresponde emisión de reporte mensual.       | No corresponde emisión de reporte mensual.       | No corresponde emisión de reporte mensual.       | No corresponde emisión de reporte mensual.       |
| 22 mar. 2024                                      | No corresponde emisión de reporte mensual.       | No corresponde emisión de reporte mensual.       | No corresponde emisión de reporte mensual.       | No corresponde emisión de reporte mensual.       |
| 23 mar. 2024                                      | No corresponde emisión de reporte mensual.       | No corresponde emisión de reporte mensual.       | No corresponde emisión de reporte mensual.       | No corresponde emisión de reporte mensual.       |
| 24 mar. 2024                                      | No corresponde emisión de reporte mensual.       | No corresponde emisión de reporte mensual.       | No corresponde emisión de reporte mensual.       | No corresponde emisión de reporte mensual.       |
| 25 mar. 2024                                      | No corresponde emisión de reporte mensual.       | No corresponde emisión de reporte mensual.       | No corresponde emisión de reporte mensual.       | No corresponde emisión de reporte mensual.       |
| 26 mar. 2024                                      | No corresponde emisión de reporte mensual.       | No corresponde emisión de reporte mensual.       | No corresponde emisión de reporte mensual.       | No corresponde emisión de reporte mensual.       |
| 27 mar. 2024                                      | No corresponde emisión de reporte mensual.       | No corresponde emisión de reporte mensual.       | No corresponde emisión de reporte mensual.       | No corresponde emisión de reporte mensual.       |
| 28 mar. 2024                                      | No corresponde emisión de reporte mensual.       | No corresponde emisión de reporte mensual.       | No corresponde emisión de reporte mensual.       | No corresponde emisión de reporte mensual.       |
| 29 mar. 2024                                      | No corresponde emisión de reporte mensual.       | No corresponde emisión de reporte mensual.       | No corresponde emisión de reporte mensual.       | No corresponde emisión de reporte mensual.       |
| 30 mar. 2024                                      | No corresponde emisión de reporte mensual.       | No corresponde emisión de reporte mensual.       | No corresponde emisión de reporte mensual.       | No corresponde emisión de reporte mensual.       |
| 31 mar. 2024                                      | No corresponde emisión de reporte mensual.       | No corresponde emisión de reporte mensual.       | No corresponde emisión de reporte mensual.       | No corresponde emisión de reporte mensual.       |
| 1 abr. 2024                                       | 3874                                             |                                                  |                                                  |                                                  |
| Última actualización emitida: 1 de abril de 2024. |                                                  |                                                  |                                                  |                                                  |
|                                                   |                                                  |                                                  |                                                  |                                                  |